# Курская битва
Ку́рская битва или Битва на Курской дуге — совокупность стратегических оборонительных (5—23 июля) и наступательных (12 июля — 23 августа) операций Красной армии летом 1943 года с целью срыва крупного наступления сил вермахта и разгрома его стратегической наступательной группировки. По своим масштабам, задействованным силам и средствам, напряжённости, результатам и военно-политическим последствиям стала одним из ключевых сражений Второй мировой войны и Великой Отечественной войны. В ней участвовали около 2 млн человек, 6 тысяч танков, 4 тысячи самолётов. Победа в сражении проложила «путь к советским наступательным действиям 1944-45 годов». Битва продолжалась 50 дней.
Также в историографии считается самым крупным (величайшим) танковым сражением в истории.
Сражение является важнейшей частью стратегического плана летне-осенней кампании 1943 года, согласно советской и российской историографии, включает в себя:
Курскую стратегическую оборонительную операцию (5—23 июля),
Орловскую (12 июля — 18 августа) и
Белгородско-Харьковскую (3—23 августа) стратегические наступательные операции.
Немецкая сторона наступательную часть сражения называла операция «Цитадель».
В результате наступления по плану «Кутузов» потерпела поражение орловская группировка немецких войск, а занимаемый ею орловский стратегический плацдарм был ликвидирован.
По итогам операции «Румянцев» потерпела поражение белгородско-харьковская группировка немцев, и соответствующий плацдарм также был ликвидирован. Коренной перелом в ходе Великой Отечественной войны, начатый под Сталинградом, был завершён в Курской битве и сражении за Днепр, а в последовавшей Тегеранской конференции по инициативе Ф. Рузвельта уже обсуждался составленный им лично «2 месяца тому назад план расчленения Германии на пять государств».
После завершения битвы стратегическая инициатива окончательно перешла на сторону Красной армии, которая продолжала освобождать страну от немецких захватчиков и до окончания войны проводила в основном наступательные операции. Вермахт в ходе отступления с территории СССР проводил тактику «выжженной земли».
23 августа, день разгрома советскими войсками немецких войск в Курской битве, является одним из дней воинской славы России. Белгород, Курск и Орёл стали первыми городами России, которым присвоено почётное звание «Город воинской славы», а из них Белгород и Орёл стали городами «Первого салюта».

## Танковая битва
Генерал-полковник О. А. Лосик, говоря о боевом опыте применения танковых армий, приводит следующие цифры :
«История войн… не знала другого такого танкового сражения, какое развернулось под Курском. С обеих сторон в нём приняло участие более 6 тысяч танков и самоходных орудий. С нашей стороны в контрнаступлении участвовали особенно крупные танковые силы. В составе фронтов имелось пять танковых армий, 14 отдельных танковых и механизированных корпусов, а также значительное количество отдельных танковых бригад и полков, насчитывающих около 5 тысяч танков и самоходно-артиллерийских установок. Это в 7 раз больше, чем в контрнаступлении под Москвой, и почти в 5 раз больше, чем под Сталинградом».
Начальник штаба 48-го тк генерал Фридрих Вильгельм фон Меллентин отмечает, что «удар с юга должен был наноситься десятью танковыми, одной гренадерской моторизованной и семью пехотными дивизиями»; в северной группировке «должны были принимать участие семь танковых, две гренадерские моторизованные и девять пехотных дивизий» и даёт свою оценку:
Этой операции суждено было стать величайшей танковой битвой в истории войн.

## Подготовка к сражению
В ходе зимнего (1943) наступления Красной армии (Острогожско-Россошанская операция, Воронежско-Касторненская операция) и последовавшего контрнаступления вермахта (см. Третья битва за Харьков) в центре советско-германского фронта образовался выступ глубиной до 150 км и шириной до 200 км, обращённый в западную сторону (так называемая «Курская дуга»). На протяжении апреля — июня 1943 года на фронте наступила оперативная пауза, в ходе которой стороны готовились к летней кампании.

### Планирование летне-осенней кампании 1943 года
Оперативно-стратегическая значимость Курского выступа и плацдармов немцев, находившихся севернее (орловский) и южнее (белгородско-харьковский) во многом предопределила, что именно здесь развернутся решающие события летне-осенней кампании 1943 года, к которой обе стороны начали готовиться уже ранней весной.
А. М. Василевский, непосредственно разрабатывавший (как начальник Генерального штаба) стратегический план лета 1943 года, писал:

 Во время наступления наших войск зимой 1943 года было разгромлено 100 вражеских дивизий (около 40 % всех их соединений). Только по сухопутным войскам с июля 1942 года по июнь 1943 года, по данным генштаба сухопутных сил Германии, враг потерял 1 млн 135 тыс. человек. Кроме того, события на советско-германском фронте способствовали тому, что англо-американские войска повели в Тунисе активные действия.— Василевский А. М. Дело всей жизни.
Также А. М. Василевский отмечает, что «в марте 1943 года на востоке находилось более 70 % всех войск вермахта (194 дивизии из 273), совместно с ними действовали 19 дивизий и 2 бригады союзников Германии». И приводит характерную особенность — «в состав сухопутных войск немцы вынуждены были включить значительную часть авиаполевых, охранных, резервных и „иностранных“ дивизий, боеспособность которых резко снизилась». Начальник генштаба РККА констатирует снижение боеспособности «даже танковых дивизий», и приводит цитату из конспекта доклада генерал-инспектора бронетанковых войск Германии Г. Гудериана от 9 марта 1943 года в Виннице:

Немецкая танковая дивизия состоит из четырёх батальонов и насчитывает 400 танков… К сожалению, в настоящее время у нас нет уже ни одной полностью боеспособной танковой дивизии…

#### Германия

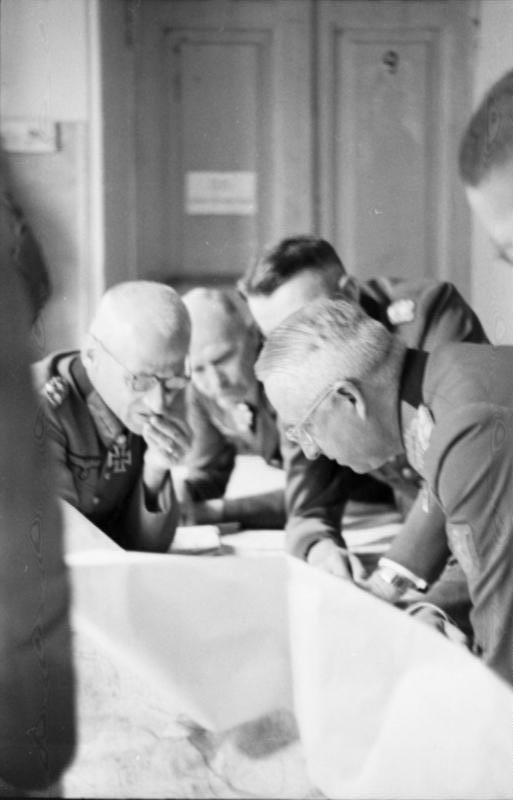
Генерал-полковник Герман Гот и генерал-фельдмаршал Эрих фон Манштейн за обсуждением, 21 июня 1943 года

Перед руководством Германии встала задача выработать дальнейшую стратегию ведения войны и конкретный план военных действий на лето 1943 года. Однако решить этот сложный вопрос они смогли не сразу: среди генералитета вермахта не было единства мнений, возникли серьёзные разногласия. Первым высказал идею проведения операции с целью окружения сил Красной Армии в Курском выступе командующий 2-й танковой армией Рудольф Шмидт, доложивший свои соображения генерал-фельдмаршалу фон Клюге 10 марта 1943 года, и 13 марта — Гитлеру.

Манштейн, ожидавший удара РККА через р. Донец в направлении Днепра с целью отсечения и уничтожения Группы армий «Юг», считал необходимым её переход к стратегической обороне. Ещё в феврале 1943 года он предлагал дождаться начала этого наступления и в фазе его развития нанести серию фланговых контрударов. Гитлер, ожидая политических осложнений в результате перехода к обороне и желавший во что бы то ни стало удержать Донбасс, отверг этот план. 10 марта Манштейн предложил другой план, заключавшийся в «срезании» Курского выступа быстрым наступлением сразу после окончания весенней распутицы. Наступление планировалось на полосе протяжённостью 1200 км, однако уже в феврале[уточнить] о планах немецкого командования стало известно советской разведке под командованием П. М. Фитина: донесения на этот счёт поступали из Англии, от союзников, которые, добыв немецкие шифры, перехватывали всю войну донесения и приказы германского командования. Поступали также сведения от берлинского агента Черняка, ставшего прообразом легендарного Штирлица: были получены не только германские оперативные планы, но и объёмная информация по новейшим гитлеровским танкам «Тигр» и «Пантера».
15 апреля Гитлер распорядился начать наступательную операцию под Курском (Zitadelle) 3 мая или вскоре после этого дня. Обязательным условием успешности операции считалось её начало до того, как РККА сможет подготовить эшелонированные оборонительные позиции или начать собственное наступление. Согласно плану операции Группа армий «Центр» должна была нанести удар с севера силами 9 А под командованием В. Моделя, а Группа армий «Юг» — с юга, силами 4-й танковой армии под командованием Г. Гота и армейской группы под командованием В. Кемпфа. Кольцо окружения планировалось сомкнуть на возвышенностях восточнее Курска. Части РККА, занимавшие фронт в западной части выступа, должна была сдерживать 2 А армия под командованием В. Вайса.
На встрече с Гитлером 27 апреля Модель выразил обеспокоенность донесениями разведки о сооружении противником очень сильных оборонительных позиций на северном и южном фасах Курского выступа и об отводе мобильных соединений РККА, ранее располагавшихся западнее Курска. Указывая на то, что дальнейшее затягивание подготовки может лишить наступление всякого смысла, Модель рекомендовал либо коренным образом пересмотреть план операции, либо вообще отменить её и постараться нанести поражение РККА в ходе её ожидаемого наступления. И в любом случае, он считал, что его 9-я армия совершенно не готова к наступлению и требовал её насыщения новейшими танками. К началу мая к такому мнению Моделя присоединился и Манштейн, ещё в середине апреля считавший планируемую операцию вполне оправданной. Теперь он тоже предлагал перейти к стратегической обороне и, отступив с целью обнажения флангов наступающих сил противника, сделать ставку на танковые контратаки. Не сомневаясь в том, что Красная Армия направит основной удар против Группы армий «Юг», Манштейн предлагал усилить левое крыло группы, а правым крылом провести поэтапное отступление к Днепру с последующим ударом левого крыла во фланг наступающему противнику и выходом к Азовскому морю, что позволило бы отрезать и окружить наступающие части РККА. Однако, этот план был отвергнут Гитлером, который не хотел отступать так далеко даже временно.
На совещаниях в Мюнхене (3 и 4 мая 1943) решали — должны ли группы армий «Юг» и «Центр» Восточного фронта в недалёком будущем (летом 1943 г.) начать наступление. Г. Гудериан отмечает:

«Этот вопрос обсуждался по предложению начальника генерального штаба генерала Цейтцлера. Этим ударом он хотел ослабить наступательный порыв русской армии в такой мере, чтобы создать германскому верховному командованию благоприятные предпосылки для дальнейшего ведения войны на востоке. Этот вопрос горячо обсуждался ещё в апреле, однако тогда, сразу после катастрофы под Сталинградом и после последовавшего поражения на южном участке Восточного фронта, едва ли кто мог думать о крупных наступательных действиях. Но вот теперь начальник генерального штаба хотел применением новых танков „тигр“ и „пантера“, которые должны были, по его мнению, принести решающий успех, снова захватить инициативу в свои руки».
В. Модель считал: «противник рассчитывает на наше наступление, поэтому, чтобы добиться успеха, нужно следовать другой тактике, а ещё лучше, если вообще отказаться от наступления».
Манштейн отметил, что наступление имело бы успех, если бы его смогли начать в апреле; теперь же он сомневается в успехе.
Гитлер обратился к фельдмаршалу фон Клюге, который прямо высказался за предложение Цейтцлера.
Гудериан резюмирует: «Шпеер поддержал мои доводы в части, касающейся вооружения. Но только мы двое были единственными участниками этого совещания, которые на предложение Цейтцлера ясно ответили „нет“. Гитлер, который ещё не был полностью убеждён сторонниками наступления, так и не пришёл в этот день к окончательному решению». Через три дня начало операции было перенесено на 12 июня.
10 мая на совещании в Берлине Гудериан обратился к Гитлеру: «Почему вы хотите начать наступление на востоке именно в этом году?» Здесь в разговор вмешался Кейтель: «Мы должны начать наступление из политических соображений». На что Гудериан возразил:

«Неужели действительно необходимо наступать в этом году на Курск или где-либо на Востоке? Вы думаете, кто-то знает, где вообще этот Курск? Никому в мире нет дела до того, захватим мы этот город или нет. Что заставляет нас наступать в этом году под Курском или в любом другом месте Восточного фронта?»
Гитлер заверил Гудериана в том, что окончательное решение о проведении операции ещё не принято. Однако, немного позднее — на майском совещании руководства НСДАП — Гитлер сравнил складывавшуюся на Восточном фронте ситуацию с тяжёлым положением партии в 1932 году: «[Тогда] мы победили только благодаря упрямству, выглядевшему порой безумным. Так же мы победим и сегодня».
По мере затягивания начала операции и роста пессимизма относительно её исхода немецкая военная пропаганда получила от ОКВ указание представить планируемую операцию контрнаступлением с ограниченными целями
18 июня ОКВ предложило отменить операцию, с высвобождением сил в стратегический резерв для обороны Италии, Балкан и самой Германии. В тот же день Гитлер ответил, что он «полностью понимает» позицию ОКВ, но уже принял решение. Через два дня начало операции было назначено на 5 июля.
По мнению А. М. Василевского, план не был оригинален:

Принятое решение предусматривало провести летом крупную наступательную операцию против группировки советских войск, располагавшейся внутри Курской дуги, и попытаться повторить стратегический замысел, который не удалось осуществить ранней весной 1943 года.

#### СССР
К лету 1943 года в составе действующей армии было 4,6 млн человек, а на её вооружении — 105 тыс. орудий и миномётов, около 2200 установок реактивной артиллерии, 10,2 тыс. танков и САУ, свыше 10,2 тыс. боевых самолётов.
Наличие таких крупных сил и средств позволяло советским войскам, сохранявшим стратегическую инициативу, начать крупное наступление.
Его цель состояла в том, чтобы завершить наметившийся перелом в войне, разгромить группы армий «Центр» и «Юг», освободить Левобережную Украину с угольно-металлургической базой Донбассом и восточные районы Белоруссии, отбросив немцев за линию реки Сож, среднего и нижнего течения Днепра.

### Оперативная пауза(апрель — июнь 1943 г.)
К выработке плана предстоявших действий и всестороннему их обеспечению советское командование приступило сразу же после завершения зимней кампании — в конце марта 1943 года.

8 апреля 1943 года Г. К. Жуков направил в Ставку свой доклад о возможных военных действиях весной — летом 1943 г. В нём Жуков особо подчеркнул, что переход советских войск в наступление с целью упреждения противника нецелесообразен: «Лучше будет, если мы измотаем противника на нашей обороне, выбьем ему танки, а затем, введя свежие резервы, переходом в общее наступление окончательно добьём основную группировку противника».
Василевский А. М. пишет:

Казалось, для организации нашего наступления мы сделали все. Однако вскоре в намеченный Ставкой план летнего наступления, предусматривавший нанесение главного удара на Юго-Западном направлении, были внесены существенные поправки. Советской военной разведке удалось своевременно вскрыть подготовку гитлеровской армии к крупному наступлению на Курской дуге и даже установить его дату.
Советское командование оказалось перед дилеммой: наступать или обороняться? 

## Планы и силы сторон
Список формирований — участников Курской битвы позволяет судить о большом количестве войск с обеих сторон, сосредоточенных к лету 1943 года в районе Курского плацдарма.

Планы немецкого командования

### Германия
Немецкое командование приняло решение провести крупную стратегическую операцию на Курском выступе летом 1943 года. Планировалось нанести сходящиеся удары из районов городов Орёл (с севера) и Белгород (с юга). Ударные группы должны были соединиться в районе Курска, окружив войска Центрального и Воронежского фронтов Красной армии.
По сведениям немецкого генерала Ф. Фангора, на совещании у Э. Манштейна 10—11 мая план был скорректирован по предложению генерала Г. Гота: 2-му танковому корпусу СС была поставлена задача развернуться с направления на Обоянь к Прохоровке, где условия местности позволяли нанести массированный удар по бронетанковым резервам советских войск.

##### Наименование операции
Операция получила условное название «Цитадель».
В исследовании Д. М. Проектора отмечается:

Название плана наступления на Курской дуге «Цитадель», взятое из терминологии старой крепостной войны, должно было означать, что третий рейх, обороняя «Крепость Европу», решительными вылазками из этой «цитадели» истощает осаждающего её врага и добивается победы над ним.— 

##### Сухопутная группировка
Для проведения операции немцы сосредоточили группировку, насчитывающую до 50 дивизий (из них 34 танковых и моторизированных), 4 танковые бригады, 6 отдельных танковых батальонов и 8 дивизионов штурмовых орудий, общей численностью, согласно советским источникам, около 1 млн. человек. Руководство войсками осуществляли генерал-фельдмаршал Г. Х. фон Клюге (группа армий «Центр») и генерал-фельдмаршал Э. Манштейн (группа армий «Юг»). Организационно ударные силы входили в состав 2-й танковой, 2-й и 9-й армий (командующий — генерал-фельдмаршал В. Модель, группа армий «Центр», район Орла) и 4-й танковой армии, 24-го танкового корпуса и оперативной группы «Кемпф» (командующий — генерал Г. Гот, группа армий «Юг», район Белгорода).
В состав 2-го танкового корпуса СС входили несколько элитных танковых дивизий СС: 1-я танковая дивизия СС «Лейбштандарт СС Адольф Гитлер», 2-я танковая дивизия СС «Рейх», 3-я танковая дивизия СС «Мёртвая голова».
Войска получили некоторое количество новой техники:
- 281 танк Pz.Kpfw.VI «Тигр» (ещё 14 — командирских танков)
- 219 танков Pz.Kpfw.V «Пантера» (ещё 11 — эвакуационные и командирские)
- 90 штурмовых орудий Sd.Kfz. 184 «Фердинанд» (по 45 в составе sPzJgAbt 653 и sPzJgAbt 654)

всего: 600 танков и самоходок новых типов («Тигр», правда, несколько раз применялся ранее: в конце 1942 и начале 1943 годов). При этом, однако, в составе немецких частей оставалось значительное количество (384 единицы) откровенно устаревших танков (Pz.III, Pz.Kpfw.38(t) и даже Pz.II) и модернизированных, с установленной длинноствольной 75-мм пушкой Pz. IV.
Также во время Курской битвы впервые были применены немецкие телетанкетки Sd.Kfz. 302.

### СССР
Соображения Жукова стали предметом специального совещания в Ставке, которое состоялось 12 апреля 1943 г. На нём присутствовали И. В. Сталин, маршалы Г. К. Жуков, А. М. Василевский и заместитель начальника Генерального штаба, генерал армии А. И. Антонов (это звание было присвоено ему 4 апреля 1943 года).
В отличие от 1941—1942 годов, в 1943 на курском направлении советскими войсками была создана мощная система обороны и её можно было использовать.
Советское командование приняло решение провести оборонительное сражение, измотать войска неприятеля и нанести им поражение, проведя в критический момент контрудары по наступающим. С этой целью на обоих фасах курского выступа была создана глубоко эшелонированная оборона. В общей сложности было создано 8 оборонительных рубежей.
Средняя плотность минирования на направлении ожидаемых ударов противника составляла 1500 противотанковых и 1700 противопехотных мин на каждый километр фронта.
Войска Центрального фронта (командующий — генерал армии К. К. Рокоссовский) обороняли северный фас Курского выступа, а войска Воронежского фронта (командующий — генерал армии Н. Ф. Ватутин) — южный фас. Войска, занимавшие выступ, опирались на Степной фронт (командующий генерал-полковник И. С. Конев). Координацию действий фронтов осуществляли представители Ставки Верховного Главнокомандования маршалы Советского Союза Г. К. Жуков и А. М. Василевский.

### Оценка сил сторон
В оценке сил сторон в источниках наблюдаются сильные расхождения, связанные с различным определением масштаба битвы разными историками, а также различием способов учёта и классификации военной техники. При оценке сил Красной Армии основное расхождение связано с включением или исключением из подсчётов резерва — Степного фронта (около 500 тыс. личного состава и 1500 танков).
По данным авторов 12-томного труда «Великая Отечественная война 1941—1945 годов» Ставка ВГК сосредоточила к началу июля «на курском направлении 1336 тыс. человек (с учётом тыловых частей и учреждений ЦФ и ВФ), 19,1 тыс. орудий и миномётов (без учёта реактивной, зенитной артиллерии и 50-мм миномётов), 3444 танка и САУ (в том числе 900 легких танков), 2172 самолёта (с учётом авиации дальнего действия, 17-й воздушной армии ЮЗФ, ночных бомбардировщиков — 2900 машин)».
Следующая таблица содержит некоторые оценки:
| Источник          | Личный состав (тыс.) | Личный состав (тыс.) | Танки и (иногда) САУ                        | Танки и (иногда) САУ | Орудия и (иногда) миномёты | Орудия и (иногда) миномёты | Самолёты                               | Самолёты |
| Источник          | СССР                 | Германия             | СССР                                        | Германия             | СССР                       | Германия                   | СССР                                   | Германия |
| ----------------- | -------------------- | -------------------- | ------------------------------------------- | -------------------- | -------------------------- | -------------------------- | -------------------------------------- | -------- |
| Минобороны России | 1336                 | свыше 900            | 3444                                        | 2733                 | 19100                      | около 10000                | 2172 или 2900 (включая По-2 и дальнюю) | 2050     |
| Гланц, Хауз       | 1910                 | 780                  | 5040                                        | 2696 или 2928        |                            |                            |                                        |          |
| Мюллер-Гилл       |                      |                      |                                             | 2540 или 2758        |                            |                            |                                        |          |
| Зетт., Франксон   | 1910                 | 777                  | 5128 +2688 «резерв Ставки» всего более 8000 | 2451                 | 31415                      | 7417                       | 3549                                   | 1830     |
| KOSAVE            | 1337                 | 900                  | 3306                                        | 2700                 | 20 220                     | 10 000                     | 2650                                   | 2500     |

Некоторые авторы показывают меньшее число танков, увеличивая число САУ — Р. Айкс приводит по южному фасу (ЮФ) 1081 немецкий танк «из которых половина была представлена танками Pz Kpfw III плюс 376 штурмовых орудий (САУ)», что даёт суммарно 1457 ед. бронетехники. Редакторы книги напоминают также цифры «у Мюллер Гиллебранда 1493 танка, в том числе 190 устаревших» и «253 штурмовых орудия», суммарно 1746 единиц на ЮФ.
Боевой состав, численность советских войск по Кривошееву Г. Ф.:
| Наименование объединений и сроки их участия в операции | Боевой состав и численность войск к началу операции | Боевой состав и численность войск к началу операции |
| Наименование объединений и сроки их участия в операции | количество соединений                               | численность                                         |
| ------------------------------------------------------ | --------------------------------------------------- | --------------------------------------------------- |
| Центральный фронт (5.07.—11.07.43 г.)                  | сд — 41, ид — 1, тк — 4, сбр — 5, отбр — 3, УР — 3  | 738000                                              |
| Воронежский фронт (весь период)                        | сд — 35, мк — 1, тк — 4, отбр — 6                   | 534700                                              |
| Степной фронт (9.07.—23.07.43 г.)                      | —                                                   | —                                                   |
| Итого                                                  | Дивизий — 77, корпусов — 9, бригад —14, УР-3        | 1272700                                             |

## Роль разведки
С начала 1943 года в перехватах секретных сообщений Верховного командования гитлеровской армии и секретных директивах А. Гитлера всё чаще упоминалась операция «Цитадель». Согласно мемуарам А. Микояна, ещё 27 марта ему было в общих деталях сообщено И. В. Сталиным о немецких планах. 12 апреля на стол Сталина лёг переведённый с немецкого точный текст директивы № 6 «О плане операции „Цитадель“» немецкого Верховного командования, завизированный всеми службами вермахта, но ещё не подписанный Гитлером, который подписал его только через три дня.
Существует несколько версий относительно источников информации.

### Советская агентурная разведка

#### Кембриджская пятёрка
По словам генерал-лейтенанта Кирпиченко В. А.:

 Факта, что немцы читали нашу, американскую или английскую переписку, ни в каких документах не зафиксировано… Зато известно достоверно и доподлинно, что англичане читали переписку германского вермахта. 
Одним из источников информации называется «… Джон Кэрнкросс, английский дешифровальщик, один из знаменитой „кембриджской пятёрки“, сотрудничавшей с советской разведкой».
Также Кирпиченко В. А. отмечает, что:

Джон Кэрнкросс в конце апреля, за два с лишним месяца до начала Курской битвы, передал в Москву полную информацию о том, что немецкое наступление начнётся в начале июля. Это была дешифровка телеграммы в Берлин немецкого генерала фон Вейхса, который готовил немецкое наступление на юге от Курска, в районе Белгорода. В телеграмме было совершенно точно указано, какими силами немцы предпримут наступление, когда, какие силы будут действовать от Орла, какие — от Белгорода, какая новая техника будет введена. Было обозначено расположение немецких полевых аэродромов и т. д., и т. п. 

#### Разведгруппа «Дора»

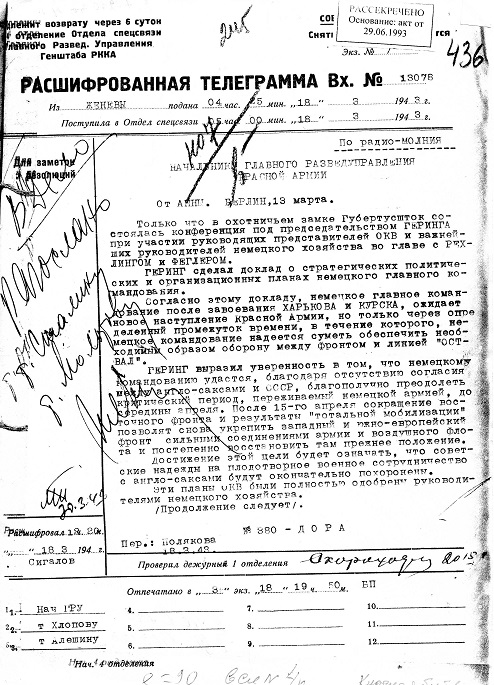
Донесение Ш. Радо из Женевы 18.3.43.

Группа «Дора» Ш. Радо сообщила советскому командованию важнейшие сведения о планах вермахта и дислокации войск германской армии на Восточном фронте. По наиболее достоверной версии происхождения секретных данных, информация попадала в Москву из Швейцарии по каналу Lucy под руководством Рудольфа Рёсслера.

### Данные британской разведки
В начале 1942 года британской разведке удалось взломать код «Лоренц», применявшийся для кодирования сообщений высшего руководства Третьего рейха. Практическим результатом этого успеха стал перехват планов летнего наступления 1943 года на Восточном фронте. Эти планы были немедленно переданы советскому руководству. Переданные СССР разведданные содержали не только направления ударов на Курск и Белгород, но и состав и расположение атакующих сил, а также общий план операции «Цитадель»
Английское правительство делало все возможное для того, чтобы скрыть успехи в расшифровке немецких шифров как от противника, так и от руководства СССР. С этой целью все действия, основанные на данных «Ультра», должны были сопровождаться операциями прикрытия, маскирующими истинный источник информации. Поэтому для передачи СССР сведений об операции «Цитадель» использовалась швейцарская организация Lucy, располагавшая по легенде источником в верхах немецкого руководства. Начиная с мая 1941, группа поставляла в СССР информацию о стратегических планах Германии на Восточном фронте. В том числе были переданы сроки и план операции «Цитадель». Точных сведений об источниках Lucy нет. Существует мнение, что Lucy была каналом, по которому в СССР передавалась информация от британской разведки, полученная в рамках программы «Ультра».

### Фронтовая разведка
Маршал Жуков утверждал позднее в своих мемуарах, что он предсказал силу и направление немецких ударов по Курской дуге ещё 8 апреля, опираясь на данные разведывательных органов фронтов курского направления.

### Действия партизан
Внесли значительный вклад как в добывание информации о перемещении германских войск, так и в нарушение снабжения вермахта в ходе самой операции. Впервые снабжённые достаточным количеством взрывчатых веществ, партизаны, действуя по указанию Ставки, нанесли массированные удары по железнодорожным путям и самим поездам. К примеру, только партизанское соединение А. Ф. Фёдорова с 7 июля по 10 августа на Ковельском направлении осуществило крушение 123 поездов.
Перед началом Курской битвы, по просьбе командующего Центральным фронтом генерала армии К. К. Рокоссовского, адресованной НКВД СССР, были сформированы и заброшены в тыл врага, на участке этого фронта, три отряда спецназначения ОМСБОН: лейтенанта Каминского, старшего лейтенанта Матвеева и лейтенанта Шихова. Цель — разрушение Унечского и Гомельского железнодорожных узлов противника.

## Курская оборонительная операция
Основные боевые действия (Курская стратегическая оборонительная операция) по отражению немецкого летнего стратегического наступления (операция «Цитадель») развернулись на северном (Сражение на северном фасе Курской дуги) и южном фасах Курского выступа. Рассекающих ударов по группировке советских войск в западной части Курской дуги (по вершине выступа с целью последующего окружения) немецкой стороне нанести не удалось. С целью ослабить первоначальный удар немецких войск командование ЦФ и ВФ разработало план
артиллерийской контрподготовки.

### Артиллерийская контрподготовка
С марта 1943 года организация контрподготовки находилась в центре внимания командования обоих фронтов, к участию в ней предполагалось привлечь артиллерию и авиацию. Планы контрподготовки непрерывно уточнялись, при окончательном установлении сосредоточения главных группировок противника в исходных для наступления районах планировалось мощным внезапным огнём артиллерии и ударами авиации сорвать наступление или решительно ослабить силу первоначального удара немцев.
Объектами подавления в период артиллерийской контрподготовки были:
- скопления пехоты и танков, как достоверно установленные, так и предполагаемые
- батареи на огневых позициях и наблюдательные пункты.

При этом удельный вес каждого из этих объектов на разных фронтах был неодинаков.

#### Центральный фронт
В. И. Казаков — командующий артиллерией Центрального фронта, говоря о контрартподготовке отмечал, что она:

была составной и, по существу, главенствующей частью общей контрподготовки, преследовавшей цель — сорвать наступление врага. 
В полосе ЦФ (13А) главные усилия были сосредоточены на подавлении артиллерийской группировки противника и наблюдательных пунктов (НП), в том числе артиллерийских. Эта группа объектов составляла более 80 % запланированных целей. Такой выбор объяснялся наличием в армии мощных средств борьбы с артиллерией противника, более достоверных данных о положении его артиллерийской группировки, относительно небольшой шириной полосы ожидаемого удара (30—40 км), а также высокой плотностью боевых порядков дивизий первого эшелона войск ЦФ, что обусловливало их большую уязвимость для ударов артиллерии.
Нанесением мощного огневого удара по немецким артиллерийским позициям и НП удалось значительно ослабить, дезорганизовать артподготовку противника и обеспечить живучесть войск первого эшелона армии для отражения удара атакующих танков и пехоты.

#### Воронежский фронт
В полосе ВФ (6 гв. А и 7 гв. А) основные усилия были направлены на подавление пехоты и танков в районах их вероятного нахождения, что составляло около 80 % всех поражаемых объектов. Это обусловливалось более широкой полосой вероятного удара противника (до 100 км), большей чувствительностью обороны войск первого эшелона к танковым ударам, меньшим количеством средств борьбы с неприятельской артиллерией в армиях ВФ. Также не исключалось, что в ночь на 5 июля часть артиллерии противника сменит свои огневые позиции при отходе боевого охранения 71-й и 67-й гв. сд.
Таким образом артиллеристы ВФ в первую очередь стремились нанести урон танкам и пехоте, то есть основной силе атаки немцев, и подавить лишь наиболее активные батареи противника (достоверно разведанные).

### Боевые действия на северном фасе Курской дуги

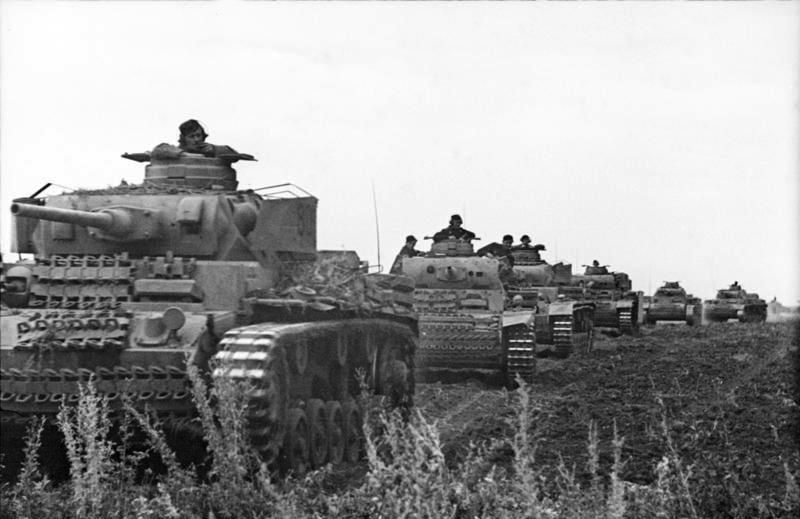
Немецкая танковая колонна (PzKpfw III), июнь 1943 года.

Перед началом наземной операции 5 июля в 6 часов утра по московскому времени немцы также нанесли по советским оборонительным рубежам бомбовый и артиллерийский удар. Ядро немецких танковых сил составляло самоходная артустановка Фердинанд и средние Пантеры. К вечеру первых суток битвы 55 % подорвавшихся на минах Центрального Фронта РККА вражеских самоходок вышли из строя. Перешедшие в наступление танки сразу столкнулись с серьёзным сопротивлением танковых соединений 2-й танковой армии генерала А. Г. Родина (1902—1955). Главный удар на северном фланге был нанесён 6 июля в направлении Ольховатки. Не достигнув успеха, немцы 9 июля перенесли удар в направлении железнодорожной станции Понырей, но и здесь не смогли прорвать советскую оборону. Танки Т-34 оказали упорное сопротивление вошедшим в тыл немецким танкам, они смогли оттеснить врага, пройдя с потерями на 1,3 км. Группировка В.Моделя на северном фланге смогла глубоко вклиниться лишь на 10—12 км, после чего уже с 10 июля, потеряв до двух третей танков, 9-я немецкая армия перешла к обороне.
План Моделя по прорыву трёх рубежей обороны Центрального фронта РККА заключался в нанесении первого удара силами пехотных дивизий, усиленных тяжёлыми танками и штурмовыми орудиями, при поддержке артиллерии и авиации. После прорыва обороны противника танковые дивизии должны были развивать успех в направлении Курска. В соответствии с этим планом в центре — на основном направлении удара — действовал 47-й танковый корпус, усиленный 505-м батальоном тяжёлых танков «Тигр». Слева от него находился 41-й танковый корпус с приданным полком САУ «Фердинанд» (83 машины). Левый фланг всей группировки прикрывал 23-й армейский корпус, состоявший из трёх пехотных дивизий (включая усиленную 78-ю штурмовую) при 62 штурмовых орудиях. На правом фланге действовал 46-й танковый корпус в составе четырёх пехотных дивизий, имевший, несмотря на своё название, лишь 9 танков и 31 штурмовое орудие.
В первом эшелоне наступления 47-го ТК шли 20-я танковая дивизия и 6-я пехотная, усиленная двумя ротами «Тигров» (по штату — 28 машин). Две танковые дивизии второго эшелона должны были войти в прорыв и продолжать наступление. Продвижение первого эшелона замедлялось сопротивлением 15-й стрелковой дивизии РККА на сильно укреплённых позициях и наличием большого количества мин. К 08:00 были расчищены проходы в минных полях. После допроса пленного красноармейца стало известно о наличии плохо защищённой позиции на стыке между 15-й и 81-й дивизиями, куда и были перенацелены немецкие тяжёлые танки. В этом месте «Тигры» были контратакованы танками Т-34 в количестве около 90 единиц. В последовавшем трёхчасовом танковом бою было уничтожено 42 танка Т-34 и два «Тигра», ещё пять «Тигров» были обездвижены из-за повреждения гусениц. Отбив эту танковую контратаку РККА, немцы прорвали первый рубеж обороны, однако за три часа боя части 29 стрелкового корпуса 13-й Армии, располагавшиеся за первым рубежом, выдвинулись вперёд и ликвидировали разрыв фронта. Огонь артиллерии РККА сильно затруднял работу немецких сапёров по расчистке проходов в минных полях даже при использовании ими дистанционно управляемых средств разминирования («Голиаф» и Borgward IV). К 17:00 из 45 САУ «Фердинанд» 653-го тяжёлого противотанкового батальона 33 машины потеряли ход из-за подрыва на минах. Впоследствии большинство этих САУ были отремонтированы, однако эвакуация такой тяжёлой техники с поля боя была сопряжена с немалыми трудностями.
За первый день наступления 47-й ТК смог продвинуться почти на 10 км вглубь обороны РККА, а 41-й ТК вышел к сильно укреплённому посёлку Поныри, через который проходил второй рубеж советской обороны, а также шоссе и железная дорога, ведущие к Курску. Потери вермахта составили 1287 человек убитыми и пропавшими без вести, а также 5921 человек ранеными.
На следующий день 17-й и 18-й Гвардейские стрелковые корпуса РККА, а также 2-я танковая армия и 19-й танковый корпус в соответствии с полученным ранее приказом должны были контратаковать 9-ю немецкую армию. Однако вследствие плохой координации действий на рассвете 6 июля в наступление после артподготовки пошёл только 16-й танковый корпус 2-й танковой армии, имевший в своём составе около 200 танков. Удар пришёлся на позиции 47-го ТК и был встречен танками «Тигр» из 505-го батальона тяжёлых танков. Потеряв в бою 69 танков, 16-й танковый корпус отошёл к позициям 17-го Гвардейского стрелкового корпуса 13-й армии вокруг деревни Ольховатка, через которую проходил второй рубеж обороны.
После этого 47-й ТК также после проведения артподготовки сам атаковал в направлении на Ольховатку, выдвинув вперёд 24 оставшихся в строю «Тигра». Эта атака была отбита с большими потерями для немцев. В 18:30 на позиции 17-го Гвардейского стрелкового корпуса вышел 19-й танковый корпус РККА, ещё более усилив оборону. Кроме этого по приказу Рокоссовского большая часть исправных танков была размещена в специальных окопах, что уменьшило их уязвимость. Одновременно с Ольховаткой были атакованы Поныри, защищавшиеся 307-й стрелковой дивизией 29-го стрелкового корпуса РККА. Эта атака проводилась силами одной танковой и трёх пехотных дивизии вермахта (9 тд, 292-я и 86-я пд, 78-я штурмовая дивизия соответственно), однако выбить защитников Понырей с их сильно укреплённых позиций не удалось.
В следующие три дня (7-10 июля) Модель направил все силы своей 9-й армии на захват Понырей и Ольховатки, важность которых стала очевидной для обеих сторон в сражении. Рокоссовский также стянул к этим населённым пунктам силы с других участков фронта. Атаковав Поныри 7-го июля, немцы захватили половину посёлка после тяжёлых уличных боев. На следующее утро немцы были выбиты из Понырей контратакой РККА. После этого населённый пункт несколько раз переходил из рук в руки. К 10-му июля немцы смогли захватить почти весь посёлок, но контратаки РККА не прекращались. Военные действия у Понырей и близлежащей высоты 253.5 приобрели характер войны на истощение с тяжёлыми потерями для обеих сторон. Удары немцев на Ольховатку (и деревню Тёплое) также не смогли прорвать оборону РККА. Безуспешным оказалось и очень мощное наступление 10 июля, проведённое с привлечением около 300 танков и штурмовых орудий из состава 2-й, 4-й и 20-й танковых дивизий вермахта и поддерживаемое всеми силами Люфтваффе, имевшимися в районе северного фаса Курской дуги.
На совещании в штабе 47-го танкового корпуса, состоявшемся 9-го июля при участи Клюге, Моделя, Лемельсена и Харпе, была констатирована невозможность прорыва советской обороны силами 9-й армии. Немецкое командование не сомневалось в том, что и противник тоже это понимает. Несмотря на это, Клюге хотел продолжать оказывать давление на советскую оборону с целью облегчить положение частей вермахта и СС, наступавших на южном фасе Курской дуги.
Немецкое наступление на северном фасе началось на фронте шириной 45 км. На следующий день фронт наступления сократился до 40 км, на третий день — до 15 км. 8-го и 9-го июля фронт продвижения вермахта составил всего 2 км. 10-го июля наступление было полностью остановлено.
12-го июля РККА начала наступление («Операция Кутузов») с созданием угрозы для фланга и тыла 9-й армии Моделя. Для его отражения немцам пришлось перебросить и ввести в бой 12-ю танковую дивизию, являвшуюся резервом для развития наступления на Курск, а также 36-ю моторизованную, 18-ю и 20-ю танковые дивизии.

### Оборонительная операция на Белгородско-Курском направлении

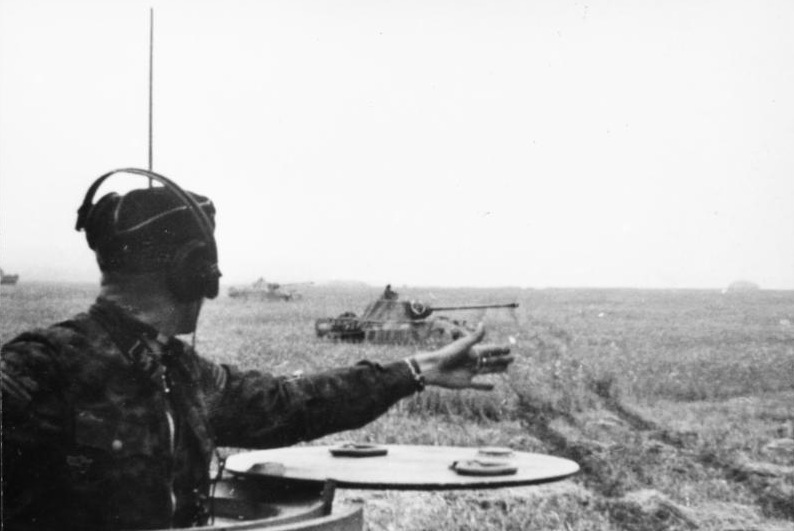
Немецкие танкисты в июле—августе 1943 года

Немецкое наступление началось утром 5 июля 1943 года. Поскольку советскому командованию было точно известно время начала операции — 3 часа ночи, в 22:30 и в 2:20 по московскому времени силами двух фронтов была проведена контрартподготовка количеством боеприпасов 0.25 боекомплекта. На южном фасе главные удары немцев были направлены в районы Корочи и Обояни.

#### Периодизация Сражения на южном фасе Курской дуги
Замулин В. Н. отмечает:

В 1945 г. был частично опубликован труд старших офицеров и генералов Генштаба «Битва под Курском. Краткий очерк» В ней авторы впервые дали периодизацию сражения, которая довольно точно отражает суть происходившего.
…Несомненно, Прохоровское сражение было кульминационным моментом Курской оборонительной операции на южном фасе, после которого напряжение боёв резко снизилось. Однако в диссертации подчёркивается, что ставить знак равенства между Прохоровским сражением, проходившим с 10 по 16 июля 1943 г. и танковым боем у станции 12 июля 1943 г. не следует. Бой стал лишь частью, хотя и важной, этого сражения. Сорвать наступление ГА «Юг» удалось общими усилиями войск Воронежского фронта и резерва Ставки ВГК. 
Об основных периодах Сражения на южном фасе Курской дуги говорится также у Л. Н. Лопуховского:

…я не совсем согласен с периодизацией курской оборонительной операции, предложенной в 1945 году в труде Генштаба: 1-й этап — бои на обояньском направлении 5—9 июля; 2-й — бои под Прохоровкой 10—12 июля: 3-й — бои в районе Лески, Гостищево, Шахово 13—15 июля: 4-й — контрнаступление с целью восстановления положения 17—25 июля. Бои в районе Гостищево, Лески и Шахово начались 11 июля и продолжались одновременно с боями под Прохоровкой, поэтому их нецелесообразно выделять в отдельный этап.
Первым в открытой печати выступил с предложением расширить временные рамки Прохоровского сражения, выделив его в отдельный этап операции фронта — с 10 по 15 июля 1943 г., генерал-майор в отставке Г. А. Олейников — участник тех боёв.

#### Бои на прохоровском направлении 10—12 июля

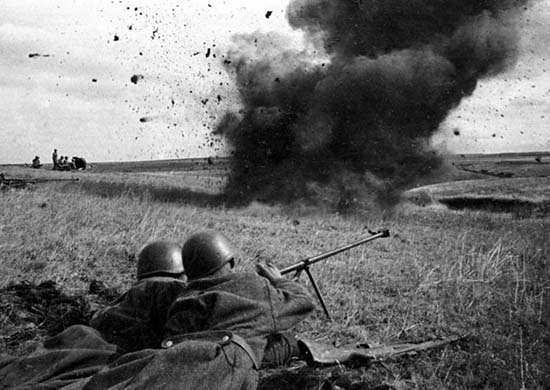
Расчёт противотанкового ружья во время боёв на Курской дуге

Потерпев неудачу на обоянском направлении, немецкое командование концентрирует усилия на прохоровском направлении, имея в виду продолжение стратегического наступления по более кружному пути Прохоровка — Курск.
Захват района Прохоровки планировалось осуществить двумя согласованными ударами:
- главной группировки — из р-на Кр. Октябрь, Грезное, Кр. Поляна, — вдоль шоссе на Прохоровку;
- 3ТК — из р-на Мелехово на Верх. Ольшанец и далее на север — на Прохоровку.

Одновременно с решением основной задачи (выход в р-н Прохоровки) немцы предполагали добиться окружения 69А, тем самым значительно расширить к востоку «мешок», образовавшийся при наступлении.
Удар на Прохоровку немцы нанесли 11 июля:
- с запада (силами основной группировки);
- с юга (силами 3ТК).

Основная задача ВФ в этот период заключалась в стойкой обороне и максимальном изматывании противника.
В труде ГШ отмечается:
11 июля можно рассматривать как день начала большого сражения за Прохоровку.
В результате упорных боёв, развернувшихся к западу от Прохоровки, ударная группировка немцев в составе более 150 танков и пехоты к исходу дня вышла в р-н совх. Октябрьский, совх. Сталинское отд. части 3ТК, наступавшие из р-на Мелехова, вышли в р-н В. Ольшанец.
12 июля сражение на прохоровском направлении достигло высшей точки. Войска ВФ, усиленные 5 гв. ТА и 5 гв. А нанесли фронтовой контрудар, имевший целью разгромить наступающую группировку и лишить её возможности дальнейшего стратегического наступления на Курск.

#### 12 июля — кульминация большого сражения под Прохоровкой
12 июля в районе Прохоровки произошёл крупнейший (или один из крупнейших) в истории встречный танковый бой.
Немцы предприняли два сильных удара на Прохоровку, с запада и с юга. Противник, сосредоточив западнее Прохоровки до четырёх танковых и до одной пехотной дивизии, бросил их вдоль шоссе на восток. Кроме того, с юга на Прохоровку нацеливался удар 3ТК в составе 300 танков.
12 июля развернулось два танковых сражения, одно — в районе западнее Прохоровки, в котором приняли участие главные силы 5 гв. ТА и главная немецкая группировка в составе трёх дивизий танкового корпуса СС и 17 танковой дивизии. Другое — в районе Рындинка, Ржавец, Выползовка, где столкнулись танковые части из состава 5 гв. ТА — отряд ген. Труфанова (три танковые бригады) и основные силы 3ТК (три танковые дивизии).
Согласно же донесению разведотдела (РО) штаба ВФ, в двух районах, где действовали войска 5 гв. ТА:

Противник до трёх полков мотопехоты, при поддержке до 250 танков танковых дивизий «Адольф Гитлер», «Рейх» и «Мёртвая голова» с рубежа Прелестное — Ямки и до двух мотополков с группой танков до 100 единиц с рубежа Кривцово — Казачье перешли в наступление в общем направлении на Прохоровку, стремясь окружить и уничтожить части 69А — ЦАМинобороны России. Ф. 203. Оп. 2843, Д. 452, Л. 95.
Российский историк В. Н. Замулин отмечает, что «после окончания оборонительной операции, 24 июля 1943 г., член Военного совета фронта генерал-лейтенант Н. С. Хрущёв включил данные РО в своё донесение „О танковом сражении 12-го июля 1943 года в районе Прохоровки Курской области“ адресованное лично И. В. Сталину».
Вечером 11 июля во 2ТК СС в строю числилось 297 ед. бронетехники (239 танков и 58 штурмовых орудий); в трёх дивизиях и 503 бат. «Тигров» 3ТК — 119 (100 танков и 19 штурмовых орудий). Причём от мотодивизии (мд) СС «Мёртвая голова» здесь было по мнению В. Замулина «не более 30—35 танков и штурмовых орудий из имевшихся 122». Остальные (77—82 единицы бронетехники) действовали в излучине р. Псёл, в полосе 5 гв. А., как отмечают на «важном немецком плацдарме, созданном 10—11 июля за р. Псёл.»
С советской стороны на этот плацдарм (правый фланг 5 гв. ТА, севернее станции) «были переброшены лишь две бригады численностью 92 танка».
Согласно данным из советских источников, с немецкой стороны в сражении участвовало около 700 танков и штурмовых орудий. С советской стороны в сражении участвовала 5-я гвардейская танковая армия П. Ротмистрова, насчитывавшая, согласно отчёту, 793 танка.
По мнению В. Замулина:

 Боевые донесения дают цифру 808 исправных танков. Погрешность связана с несовершенством учёта бронетехники, переданной из ремслужб в войска.
К исходу 12 июля сражение завершилось. Основной цели контрудар Воронежского фронта силами 5-й гв. ТА и 5-й гв. А, не достиг. Противник не был разгромлен, но дальнейшее продвижение соединений 2-го танкового корпуса СС под Прохоровкой было остановлено. Продвинувшись за 5—12 июля на 35 километров, войска Манштейна были вынуждены, протоптавшись на достигнутых рубежах три дня в тщетных попытках взломать советскую оборону, начать отвод войск с захваченного «плацдарма». В ходе сражения наступил перелом. Перешедшие 17 июля в наступление советские войска отбросили к 23 июля немецкие армии на юге Курской дуги на исходные позиции.

#### Потери

Звонница в память о погибших на Прохоровском поле

По советским данным, на поле боя в сражении под Прохоровкой осталось около 400 немецких танков, 300 автомашин, свыше 3500 солдат и офицеров. Однако эти числа ставятся под сомнение. Например, по подсчётам Г. А. Олейникова, в сражении не могло принимать участие более 300 немецких танков. Согласно исследованиям А. Томзова, ссылающегося на данные немецкого федерального Военного архива, в ходе боёв 12-13 июля дивизия «Лейбштандарт Адольф Гитлер» потеряла безвозвратно 2 танка Pz.IV, в долгосрочный ремонт было отправлено 2 танка Pz.IV и 2 Pz.III, в краткосрочный — 15 танков Pz.IV и 1 Pz.III. Общие же потери танков и штурмовых орудий 2 танкового корпуса СС за 12 июля составили около 80 танков и штурмовых орудий, в том числе не менее 40 единиц потеряла дивизия «Мёртвая Голова».
В то же время советские 18-й и 29-й танковые корпуса 5-й Гвардейской танковой армии потеряли до 70 % своих танков. Л. Н. Лопуховский пишет, что «немцы, которые контролировали поле боя (в том числе и визуально), оценили наши потери в этот день в 244 танка».

### Бои 69А и 5 гв. ТА в районе Ржавец, Лески, Гостищево (13 — 15 июля)
К 13 июля немецкие войска, значительно обескровленные в ходе неудавшегося стратегического наступления на Курск с южного направления, перешли к обороне перед всем Воронежским фронтом, за исключением полосы 69А. Немецкое командование, стремясь извлечь из сложившегося положения какую-то пользу, поставило перед 3ТК и 2ТК СС частную задачу — окружить пять дивизий 69А, оборонявшихся в узком выступе между реками Липовый Донец и Северский Донец, и ликвидировать этот выступ.
План проведения операции был подготовлен менее чем за сутки. Соответствующие приказы были доведены до подразделений в последние часы 13 июля, а наступление началось в 04:00 14 июля. На рассвете 14 июля после короткой артподготовки 4-й полк дивизии Das Reich атаковал возвышенность на юго-западе от населённого пункта Правороть и после тяжёлых боёв за каждый дом, переходящих в рукопашную схватку, вытеснил остатки 2-го гв. Тацинского ТК из деревни Беленихино. После нескольких безуспешных контратак части РККА отошли на восток с занятием нового рубежа обороны, усиленного по приказу Жукова 10-й Гвардейской механизированной бригадой 5-го Гвардейского механизированного корпуса. В конечном счёте 7-я тд 3ТК вермахта соединилась с дивизией Das Reich, однако до этого, верно оценив складывающееся положение, командующий 69А отдал приказ на отход с боями. Таким образом, основная цель операции достигнута не была, в кольце окружения осталось лишь значительное количество противотанковой артиллерии 69-й армии. После получения в конце дня 15 июля соответствующих приказов тд Totenkopf начала отход с занимаемых позиций к северу от реки Псёл, а 2ТК СС перешёл к обороне на всём занимаемом участке фронта.

### Контрнаступление Воронежского и Степного фронтов (17—23 июля).
15 июля противник исчерпал свои наступательные возможности, обескровленный в результате упорного сопротивления войск ВФ, он вынужден был прекратить активные действия и перейти к обороне.

#### Бои передовых отрядов 17 и 18 июля
На основе разведданных командующий ВФ уже утром 17 июля делает предположение о возможности отхода противника и отдаёт приказ на разведку сильными передовыми и разведывательными отрядами. К исходу 17 июля передовые отряды 6 гв. А и 5 гв. ТА продвинулись на 2 — 5 км и заняли урочище Ситное, совхоз Комсомолец и Сторожевое. 18 июля войска 1 и 5 гв. ТА частью сил перешли в наступление; войска 5 гв. А овладели Красным Октябрём, Богородицким, Козловкой.

#### Наступление Воронежского и Степного фронтов 20—23 июля.
18 июля Ставка Верховного Главнокомандования приказала перейти в общее контрнаступление с целью ликвидации вклинившихся войск противника, имея в виду дальнейшее развитие наступления для разгрома белгородско-харьковской группировки немцев.
На основании директивы Ставки от 16 июля с 23 ч. 18 июля вводится в действие Степной фронт, составленный из 53, 47 и 4 гвардейских армий, а также из 69 и 7-й гвардейской армий, переданных из ВФ.
19 июля войска обоих фронтов, продолжая вести разведку, производили перегруппировку.

К исходу 23 июля войска в основном вышли на рубеж, занимавшийся до перехода немцев в наступление. На отдельных участках фронта, где войска не достигли этого рубежа, наступательные бои продолжались до первых чисел августа. Войска Степного фронта очистили от противника весь восточный берег р. Северский Донец.

## «Панфиловцы» Огненной дуги
17 августа 1943 армии Степного фронта (СФ) подошли к Харькову, завязав сражение на его окраинах. Энергично действовала 53-я армия И. М. Манагарова, особенно её 89 гв. сд полковника М. П. Серюгина и 305 сд полковника А. Ф. Васильева.
Маршал Г. К. Жуков в своей книге «Воспоминания и размышления» писал:

…Наиболее ожесточённый бой развернулся за высоту 201,7 в районе Полевого, которую захватила сводная рота 299-й стрелковой дивизии в составе 16 человек под командованием старшего лейтенанта В. П. Петрищева.
Когда в живых осталось всего лишь семь человек, командир, обращаясь к бойцам, сказал:
— Товарищи, будем стоять на высоте так, как стояли панфиловцы у Дубосекова. Умрём, но не отступим!
И не отступили. Героические бойцы удержали высоту до подхода частей дивизии. За мужество и проявленный героизм Указом Президиума Верховного Совета СССР старшему лейтенанту В. П. Петрищеву, младшему лейтенанту В. В. Женченко, старшему сержанту Г. П. Поликанову и сержанту В. Е. Бреусову было присвоено звание Героя Советского Союза. Остальные были награждены орденами». — Жуков Г. К. Воспоминания и размышления.

### Взвод Героев Романовского
Части 162 сд, в которой служило много пограничников из Среднеазиатского пограничного округа, вместе с танкистами 19 танкового корпуса южнее с. Тёплое отражали с 11 по 13 июля неоднократные попытки немцев прорвать оборону. Но войска ЦФ уже готовились к наступательным боям. Командование 70А разрабатывало контрудар для восстановления положения, занимаемого до 5 июля.
Вместе с танкистами 224-й Памирский сп в ожесточённом коротком бою овладел с. Тёплое. Отбросив остатки немцев, полк выдвинулся на высоту севернее этого населённого пункта. Для прикрытия фланга полка был назначен от 3-й роты 1-го батальона взвод лейтенанта Александра Романовского. Закончив подготовку, подразделения полка атаковали немцев в д. Самодуровка.
Воспользовавшись малочисленностью флангового охранения наступавшего полка, гитлеровцы контратаковали взвод лейтенанта Романовского, в котором было всего 18 воинов-пограничников. Завязался ожесточённый бой.
Лейтенант Романовский, видя большое численное превосходство противника, мог бы в начале боя оставить занимаемый рубеж. Но тогда он оголил бы фланг своего полка, а значит, немцы смогли бы нанести удар с тыла наступающим на Самодуровку батальонам. Офицер-пограничник не мог так поступить. Он решил круговой обороной сковать и уничтожить противника.
Взвод Романовского выполнил поставленную задачу, враг был задержан, а затем разбит подошедшими силами.
Когда воины 224-го полка ворвались в Самодуровку, они увидели на небольшом клочке вспаханной снарядами земли 18 геройски погибших советских воинов. Тело Романовского было буквально изрешечено пулями. Около сотни немцев нашли свою смерть на высоте, обороняемой горсткой пограничников.
По словам Королёва В. Ф.:
«Существует приказ о награждении бойцов взвода лейтенанта Романовского. Все 18 человек посмертно были представлены к званию Героя Советского Союза, но звёзды так и не нашли своих героев. Через восемь месяцев приказ был изменён, вместо высших наград им дали ордена Великой Отечественной войны. За всю историю Великой Отечественной было лишь три эпизода, когда геройским званием награждали целые группы. Этот мог бы стать четвёртым. Сейчас мы добиваемся того, чтобы справедливость восторжествовала, чтобы всем воинам-пограничникам было присвоено заслуженное звание посмертно, а на месте сражения взвода Романовского был установлен памятный знак».

## Итоги оборонительной фазы сражения
Центральный фронт, задействованный в сражении на севере дуги, за 7 дней с 5—11 июля 1943 г. понёс потери в 33 897 человек, из них 15 336 — безвозвратные, его противник — 9-я армия Моделя — потеряла вплоть до старта наступления 20 720 человек, что даёт соотношение потерь в 1,64:1. Воронежский и Степной фронты, участвовавшие в сражении на южном фасе дуги, потеряли за первые 19 дней — за 5—23 июля 1943 г., по современным официальным оценкам (2002 г.), 143 950 человек, из них 54 996 — безвозвратно. В том числе только Воронежский фронт — 73 892 общих потерь. Впрочем, иначе думали начальник штаба Воронежского фронта генерал-лейтенант Иванов и начальник оперативного отдела штаба фронта генерал-майор Тетешкин: потери своего фронта они полагали в 100 932 человека, из них 46 500 — безвозвратными. Если, вопреки советским документам периода войны, считать официальные числа немецкого командования верными, то с учётом немецких потерь на южном фасе в 29 102 человек, соотношение потерь советской и немецкой сторон составляет здесь 4,95:1.
По советским данным только в Курской оборонительной операции с 5 по 23 июля 1943 — за первые 19 суток — немцы потеряли 70 000 убитыми, 3095 танков и самоходок, 844 полевых орудия, 1392 самолёта и свыше 5000 автомашин.
За период с 5 по 12 июля 1943 года — в первые 8 суток Центральным фронтом было израсходовано 1079 вагонов боеприпасов, а Воронежским — 417 вагонов, почти в два с половиной раза меньше.
По мнению Ивана Баграмяна, сицилийская операция никак не повлияла на Курскую битву, так как немцы перебрасывали силы с запада на восток, поэтому «разгром врага в Курской битве облегчил действия англо-американских войск в Италии».

## Наступательные операции Юго-Западного и Южного фронтов (июль 1943 года)
После начала 5 июля немецкого наступления Ставка Верховного главнокомандования приказала почти всем фронтам перейти к активным наступательным действиям. Сделано это было для того, чтобы лишить противника возможности маневрировать своими резервами и перебрасывать на курское направление войска с других участков фронта. Особенно важную роль играли войска Юго-Западноrо и Южного фронтов.
Генерал-лейтенант В. И. Чуйков, участвовавший после Сталинградской битвы во главе 8 гв. А в июльском наступлении Юго-Западного фронта, отмечал:

Юго-Западный фронт должен был начать наступление на Барвенково; Южный фронт — из района Матвеев Курган на запад, на Сталино и далее на Мелитополь; Брянский фронт — на Орёл; Западный фронт — на Карачев. В такой обстановке немецкое командование лишалось всякой возможности маневрировать резервами.
Генерал Раус, также упомянув, что наступление 9-й армии захлебнулось, указал ещё одну причину:
«В конечном счёте, именно наступление Красной Армии вдоль реки Миус и у Изюма не позволило 4-й танковой армии продолжить наступление до рубежа Псёл, Пена. 24-й танковый корпус был введён в бой на южном крыле, и у группы армий „Юг“ больше не было стратегических резервов. Инициатива теперь принадлежала русским. Наступление на Курск было отменено…».

### Изюм-Барвенковская наступательная операция
Изюм-Барвенковская наступательная операция проводилась с 17 по 27 июля 1943 года войсками Юго-Западного фронта с целью сковывания донбасской группировки противника и недопущения переброски его войск в район Курской битвы. Задача подвижных соединений — войти в прорыв и ударом в направлении на Сталино во взаимодействии с войсками ЮФ окружить донбасскую группировку немцев. Противник подтянул свои оперативные резервы — 17 тд и 23 тд, а также тд СС «Викинг», тем не менее советские войска форсировали Северский Донец, захватили и расширили плацдармы на его правом берегу, сковали резервы немцев, оказав тем самым существенную помощь войскам ВФ в обороне под Курском.

### Миусская наступательная операция
Миусская наступательная операция проводилась с 17 июля по 2 августа 1943 года войсками ЮФ. Перед фронтом стояла задача последовательно разгромить противостоящие силы 6А и отвлечь на себя резервы противника с Курского направления. Немецкое командование бросило к району прорыва помимо 16-й моторизованной дивизии (мд), части 23 тд, которая была возвращена с полпути на Харьков, а также 336 пд и некоторые части; были срочно переброшены с белгородско-харьковского направления в Донбасс значительные силы авиации. 29 июля из-под Харькова в район плацдарма на правом берегу Миуса передислоцирован 2-й танковый корпус СС в составе танковых дивизий: «Мёртвая rолова», «Рейх», а также 3 тд. В создавшейся обстановке войска ЮФ не смогли прорвать сильно укреплённую оборону противника и пробиться в центр Донбасса; был получен приказ отойти на левый берег Миуса. Тем не менее советские войска не только лишили противника возможности перебросить дивизии из Донбасса на Курскую дугу, но и заставили ero снять с белгородско-харьковского направления до пяти танковых дивизий, а также крупные силы авиации и бросить всё это для удержания своих позиций в Донбассе.

## Разгром Орловской и Белгородско-Харьковской группировок немцев

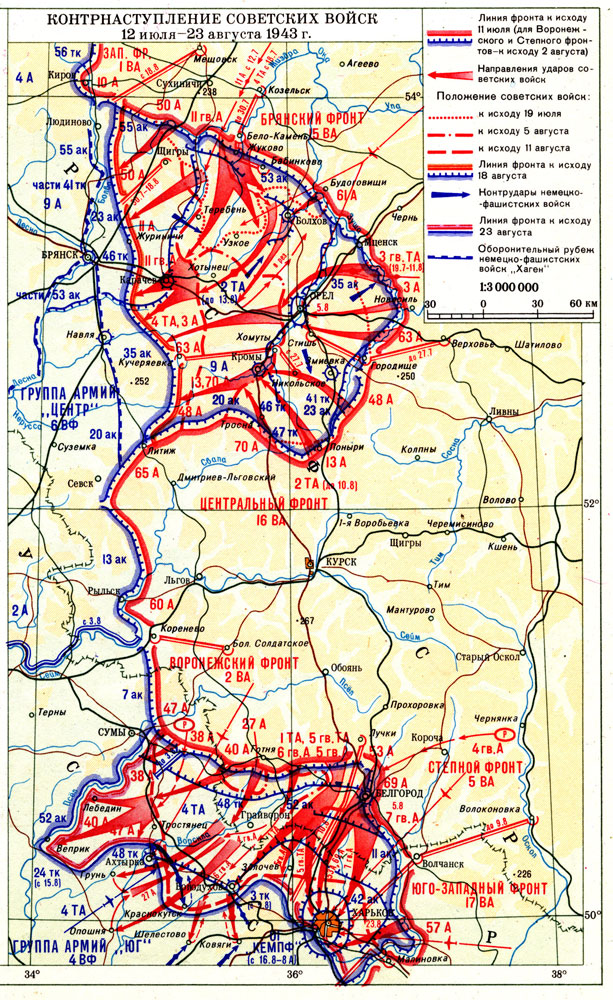
Контрнаступление советских войск

Наступательные операции под Орлом и Харьковом развернулись на фронте, превышавшем 600 км; в них участвовали войска пяти фронтов. Глубина операций к моменту завершения поставленных задач достигла 180 км.:
«Контрнаступление Красной Армии под Курском имело свои особенности, отличавшие его от контрнаступления под Москвой и на Волге. Вооруженная борьба здесь приняла ещё более широкий размах. Достаточно сказать, что в контрнаступлении приняли участие все 5 танковых армий, которые имелись в это время в Красной Армии, и 22 общевойсковые армии. Если под Москвой в 1941 г. наступали два фронта, а на Волге зимой 1942/43 г. три, то под Курском контрнаступление осуществлялось силами пяти фронтов».

### Орловская стратегическая наступательная операция «Кутузов»
Ещё при организации и планировании обороны Курского выступа в марте 1943 г. Ставка Верховного Главнокомандования предусматривала переход в наступление войск левого крыла Западного, Брянского и Центрального (после ликвидации результатов немецкого наступления) фронтов.
12 июля Западный (командующий генерал-полковник Василий Соколовский) и Брянский (командующий генерал-полковник Маркиан Попов) фронты перешли в стратегическое наступление (по заранее разработанному плану под кодовым наименованием «Кутузов») против 2-й танковой и 9-й армий немцев в районе города Орла.
Планом также предусматривалось участие войск ЦФ (правый фланг) наступлением из района Поныри, Архангельское.
К исходу дня 13 июля советские войска прорвали оборону противника. 26 июля немцы вынуждены оставить Орловский плацдарм и начали отходить на оборонительную линию «Хаген» (восточнее Брянска). 5 августа в 05:45 советские войска полностью освободили Орёл.
По свидетельству Ерёменко А. И., известие о взятии Орла и Белгорода поступило во время поездки на фронт Сталина И. В., когда шло обсуждение плана Смоленской операции (с. Хорошево, 5 июля 1943 г.):

«Сталин сказал, что в честь войск, взявших эти города, стоит произвести салют в Москве и делать это всегда в связи с освобождением крупных городов и стратегически важных пунктов… И. В. Сталин тут же позвонил в Москву и отдал распоряжение о подготовке салюта из 124 орудий к его возвращению в Москву, то есть к сегодняшнему вечеру».
5 августа в Москве был дан первый за всю войну салют — в честь освобождения Орла и Белгорода.
По советским данным, потери вермахта в Орловской операции составили около 90 тыс. человек.
Жуков Г. К. отметил важную особенность:

 «5 августа войска Брянского фронта освободили Орёл… Когда мы с А. И. Антоновым и А. М. Василевским докладывали Верховному о возможности окружения в районе Орла группировки противника, для чего надо было значительно усилить левое крыло Западного фронта, И. В. Сталин сказал:
— Наша задача скорее изгнать немцев с нашей территории, а окружать их мы будем, когда они станут послабее…
Мы не настояли на своем предложении, а зря. Надо было твёрже отстаивать свою точку зрения. Наши войска тогда уже могли проводить операции на окружение и уничтожение». 

### Белгородско-Харьковская стратегическая наступательная операция «Румянцев»
На южном фасе стратегическое наступление (по разработанному плану под кодовым наименованием «Полководец Румянцев») силами Воронежского и Степного фронтов началось 3 августа.
В рамках «Белгородско-Харьковской стратегической наступательной операции» были проведены Белгородско-Богодуховская и Белгородско-Харьковская фронтовые наступательные операции.
В ходе Белгородско-Богодуховской операции 5 августа примерно в 18:00 был освобождён Белгород, 7 августа — Богодухов.

Развивая наступление в Белгородско-Харьковской операции, советские войска 11 августа перерезали железную дорогу Харьков-Полтава, 23 августа овладели Харьковом. Контрудары немцев успеха не имели.

## Развитие стратегического наступления Красной Армии

#### Мгинская наступательная операция
Поскольку основные силы Красной Армии сосредотачивались в районе Курского выступа, Ставка временно приостановила наступательные операции на северо-западном направлении. Только в июле, в ходе Курской битвы, решили провести Мгинскую наступательную операцию (22 июля — 22 августа 1943 года). Бои носили ожесточённый характер, и «в районе Поречья у 18-й немецкой армии не осталось резервов».
К. А. Мерецков отмечает, что:

Ещё немного, и участок прорыва удалось бы расширить. Но от командиров частей стали поступать сообщения, что внезапно сопротивление гитлеровцев резко возросло. Оказалось, что гитлеровское командование целиком сняло из-под Ленинграда две дивизии, предназначенные для штурма города, и заткнуло ими дыру, чтобы локализовать прорыв, не дав ему превратиться в широкую брешь.
В итоге немцы задействовали все резервы для удержания позиций, и не смогли перебросить часть сил ГА «Север» под Курск.

#### Смоленская стратегическая наступательная операция
К началу августа 1943 года общая обстановка на советско-германском фронте, в том числе и на западном стратегическом направлении, определялась победами, одерживаемыми Советской Армией под Курском. Советскому командованию было важно активными действиями на других направлениях нанести поражение как можно большим силам противника, чтобы не позволить ему использовать эти силы для противодействия контрнаступлению Красной Армии. К таким участкам фронта в первую очередь относилось западное направление как непосредственно примыкавшее к району Курского выступа. Ставка Верховного Главнокомандования подготовила крупную наступательную операцию, которая получила кодовое название «Суворов» и началась 7 августа наступлением войск Западного и левого крыла Калининского фронтов.
Командующий артиллерией Красной Армии Воронов Н. Н. отмечал, что:"над командованием Калининского и Западного фронтов, а также и надо мною, представителем Ставки, постоянно дамокловым мечом висела угроза «снести голову с плеч», если хоть одну дивизию противник отсюда перебросит на юг, где решались главные задачи".
Командующий Калининским фронтом Еремёнко А. И. дополняет:

 «Весьма показательно, что гитлеровская ставка в самые тяжёлые дни катастрофы на Курской дуге не решилась взять ни одной дивизии из группы армий „Центр“, а, напротив, в первой половине августа перебросила из-под Орла на смоленское направление 13 дивизий.» 

#### Донбасская стратегическая наступательная операция
Тесное взаимодействие фронтов и оперативное реагирование на ситуацию стали отличительной чертой летне-осеннего наступления 1943 года. Советские войска создавали напряжение на одном из направлений и вынуждали немецкое командование стягивать туда резервы, перебрасывая их с других фронтов. На ослабленный участок советская армия тут же наносила атакующий удар.
13 августа 1943 наступлением правого крыла Юго-Западного фронта началась Донбасская операция; 16 августа, прорвав немецкую оборону перешли в наступление войска Южного фронта.

## Наступление с вершины Курского выступа
Успешное развитие боевых действий на северном и южном фасах курского стратегического плацдарма создали благоприятные условия для нанесения удара с его вершины в стык немецких групп армий «Юг» и «Центр». Использовать такую возможность предполагалось ещё при планировании летней кампании 1943 года: «Удар на Харьков, Полтаву, Киев был, по мнению Генерального штаба, наиболее перспективным». С. М. Штеменко отмечает, что идея разгрома южной группировки противника не затрагивала главное, западное стратегическое направление; ГА «Центр» угрожала бы флангам наступающих фронтов.

### Киевское направление
В обстановке секретности, Ставка ВГК ещё в ходе наступательных операций Курской битвы дала директиву № 30168 от 16.8.43 г. по наступлению ЦФ в общем направлении Конотоп, Нежин, Киев. Уже 20 августа 1943 г. командование Центрального фронта доложило в Генштаб план Черниговско-Припятской операции, который 22 августа был утверждён.
По воспоминаниям корреспондента «Красной звезды» Трояновского П. И., его ещё утром 25 августа направили в 65А генерала П. И. Батова; командарм в ходе беседы вечером 27 августа сообщил:

 «Советую без промедления следовать к Ивану Даниловичу Черняховскому, в шестидесятую армию. Час тому назад мне звонил командующий фронтом. Части нашего соседа за сутки рванули вперед почти на двадцать километров и подходят сейчас к Глухову и Рыльску. А это уже Украина, товарищи, киевское направление… Армии Конева уже взяли Харьков и продолжают наступление. Армии же нашего фронта устремятся на Киев…»
Так впервые мы услышали долгожданные слова — «киевское направление»… Кстати, официально, всенародно, так сказать, на весь мир, слова «киевское направление» впервые прозвучали в приказе Верховного Главнокомандующего от 9 сентября. 
Однако, как и под Харьковом, противник оказывал серьёзное сопротивление, — у части вермахта всё ещё была надежда на изменение хода войны и возврат утраченных территорий. В качестве примера, Трояновский П. И. приводит слова из письма в Германию ефрейтора из 184-го пехотного полка, «найденное у него, убитого тут же, под селом Сопычь»:

 «Ничего так не жалко, как жалко оставлять Украину. Мы тут жили превосходно. Куры, гуси, сахар, молоко, сало — всего было вдоволь. А сколько мы мобилизовали отсюда восточных рабочих! Фюрер обещал наделить нас, ветеранов войны, земельными наделами на Украине. Земля и климат — прелесть. Тридцать—пятьдесят здешних гектаров плюс дешёвая крестьянская сила обеспечили бы всей нашей семье радостную жизнь… Жаль, очень жаль уходить отсюда. Впрочем, говорят, что мы ещё вернемся, и я верю этому…» 
По выражению того же Трояновского, войска Рокоссовского и других фронтов «наделили земельными наделами (посмертно)» десятки тысяч немецких солдат. Немецкие общие потери составили около 321 000 человек к концу операции 30 сентября. Операция завершилась почти полным освобождением Левобережной Украины от немецких войск и захватом плацдармов на правом берегу Днепра. Коренной перелом в войне, произошедший в ходе Курской битвы был окончательно завершён. К утру 6 ноября была освобождена столица советской Украины г. Киев.

## Сицилийская стратегическая операция
Германия и союзники
Военная кампания итальянских войск в СССР 1941—1943 гг. закончилась поражением 8-й армии в конце февраля 1943 г., и Муссолини вывел её остатки с Восточного фронта.
У. Черчилль отмечал, что 20 мая состоялось совещание у Гитлера, где присутствовали Кейтель, Роммель, Нейрат и другие. Нейрат, в частности, говорил:

Германские войска на Сицилии, несомненно, стали довольно непопулярны…Во-первых, мы съели все съестные припасы, которые у них были, а теперь из-за нас придут англичане, хотя … сицилийские крестьяне, в сущности, против этого не возражают. Они считают, что это положит конец их страданиям…
Всякий раз, когда я … жаловался, что немецких солдат ругают на улицах бранными словами, мне говорили, что…: «…Вы сами сделали себя непопулярными. Вы производили реквизиции и съели всех наших кур».
— Черчилль У. Вторая мировая война. — М.: Воениздат, 1991
«Непопулярными» немцы стали вовсе не из-за «съеденных кур», а из-за проигрыша ряда кампаний, в том числе под Сталинградом, где около 130 тыс. итальянцев было окружено в ходе наступления советских войск и, согласно итальянским источникам, около 21 тыс. солдат погибло в боях, 64 тыс. было захвачено в плен и 45 тыс. удалось отойти.
Но и уцелевших ждала незавидная судьба: очередное поражение немецких войск, теперь уже в Курской битве, и последовавшая в ходе её высадка союзников обусловили выход Италии из войны. После чего немцы производили разоружение итальянских частей, отказавшихся перейти на службу Германии и отправку в лагеря для военнопленных; также были расстрелы итальянских солдат и офицеров. Так платила Германия своему недавнему союзнику, впоследствии на Нюрнбергском процессе был представлен список расстрелянных во Львове итальянских офицеров.
Антигитлеровская коалиция
Решение на высадку войск антигитлеровской коалиции в Сицилии было принято лидерами стран-союзниц в начале 1943 г.:

На конференции в Касабланке, состоявшейся в январе, было принято решение о вторжении на Сицилию после захвата Туниса… Политические факторы играют свою роль, и захват Сицилии и непосредственное вторжение в Италию должны были привести к гораздо более быстрым и далеко идущим результатам. Захват Сицилии был операцией первостепенной важности. Хотя её и затмили последующие события в Нормандии, не следует недооценивать её значения…
— Черчилль У. Вторая мировая война. — М.: Воениздат, 1991
Но высадку союзников ждали, для противодействия ей были созданы группы войск в Греции (в частности, туда отбыла 1 тд), в Сицилии и южной Франции. Если итальянские дивизии обороны побережья оказали слабое сопротивление противнику, то их мобильные дивизии показали себя вполне неплохо. Кессельринг хотя и доложил о невозможности сбросить противника в море, предполагал продолжать удерживать Сицилию.
Непосредственной угрозы на Средиземноморском театре 13 июля не было видно — в том числе, что могло бы заставить прервать «Цитадель», если бы она имела виды на успех.

#### О влиянии высадки в Сицилии на продолжение операции «Цитадель»
Часто в качестве причины срыва наступления по плану «Цитадель» приводят мемуары Манштейна, согласно которым после высадки Союзников на Сицилии (9—10 июля) и начала операции «Кутузов» (12 июля) 13 июля Гитлер вызвал в свою ставку фельдмаршалов Манштейна и Клюге и поставил вопрос о прекращении операции «Цитадель». Манштейн возражал, указывая что необходимо сначала разгромить советские войска на Курском выступе, иначе угрожающее положение возникнет не только на Донбассе, но и под Курском. Поскольку 9-я армия дальше наступать не могла, а Клюге настаивал на отходе к прежним позициям, Манштейн предлагал с южного направления продвинуться до Курска, а затем повернуть на запад, заставить советские войска в Курском выступе вести бой с перевёрнутым фронтом, и разгромить их. Одновременно группа Кемпфа должна была нанести удар в восточном направлении, а также одновременными действиями совместно с 4-й армией уничтожить противника на стыке двух объединений. Гитлер дал своё согласие, и только начавшееся 17 июля советское наступление под Миусом и Донецком заставило отказаться от этих планов.
Но, как отмечает Л. Н. Лопуховский — «стенограмму совещания 13 июля до сих пор обнаружить не удалось», тем не менее «в журнале боевых действий ОКВ есть ссылка на стенограмму совещания»:

Фюрер заявил, что «трусость итальянцев открывает противнику дорогу в крепость Европа с юга», после чего высказал намерение вплоть до прояснения обстановки в Италии, приостановить операцию «Цитадель» (выделено мною. — Л. Л.). Фельдмаршал фон Клюге с этим полностью согласился в то время, как Манштейн продолжал настаивать на продолжении наступления на Курск с юга. В итоге фюрер решил дать ему шанс…
— приводится по: Kriegstagebuch des Oberkommandos der Wehrmacht (Wehrmachtsführungsstab). — Frankfurt: Bernard & Graefe, 1963. — Bd. III. — S. 777.
И уточняет, что «фраза „высказал намерение приостановить операцию“ вовсе не означает решения о прекращении операции, да ещё немедленном».
Манштейн дополняет, что «после того как операция „Цитадель“ по приказу Гитлера 17 июля была окончательно прекращена также и группой „Юг“, командование группы решило снять временно с этого фланга крупные танковые силы, чтобы с помощью этих частей восстановить положение в Донбассе.»
В тот же день — 17 июля началось наступление Юго-Западного и Южного фронтов на среднем Донце и Миусе.
Для переброски в Италию наметили 2 тк СС, но затем остановились только на дивизии «Лейбштандарт». Р. Пономаренко отмечает, что «поначалу „Лейбштандарт“ направлялся на Миус наравне со всеми, однако в 23:55 25 июля дивизия получила приказ „прекратить движение и готовиться к отправке в неизвестном направлении“».
Л. Н. Лопуховский приводит более позднюю дату:

Вопрос о необходимости переброски сил в Италию с Восточного фронта возник лишь после того, как в Риме разразился политический кризис….25 июля дуче арестовали. И Гитлер решил, что теперь ему нужны в Италии политически надёжные части. 26 июля он отдал распоряжение о выдвижении в район Рима 3-й тгд и переброске в Италию 2-го танкового корпуса СС, как только его дивизии «смогут высвободиться». Но корпус СС, несмотря на решение Гитлера, был оставлен на Восточном фронте для ликвидации многочисленных кризисов в зоне ГА «Юг». В Италию была отправлена без танков и другого тяжёлого вооружения только тд «АГ».

И делает вывод:
Таким образом, действия союзников в Сицилии никак не могли стать непосредственной причиной прекращения операции «Цитадель». Вне всяких сомнений, эта операция не была бы прервана, если бы она имела виды на успех. При этом невозможность продолжения наступления группой армий Клюге стоит у Гитлера на первом месте в списке причин, вынудивших его, в конечном счёте, прекратить операцию… Но не высадка союзников на острове Сицилия остановила немецкое наступление под Курском. Его остановили советские бойцы и командиры.
В западной историографии достаточно широкое распространение получила иная трактовка взаимосвязи высадки в Сицилии и прекращения операции «Цитадель». В частности, Р. Аткинсон (Rick Atkinson), автор трилогии о вкладе США в дело освобождения Европы от нацизма, считает, что Гитлер «прекратил крупное наступление под Курском всего через неделю после его начала, что было частично обусловлено необходимостью переброски сил в Италию» (canceled a major offensive at Kursk after only a week, in part to divert forces to Italy), что вызвало ослабление вермахта на Восточном фронте.
По мнению других авторов, военные действия в Италии вызвали необходимость замены итальянских солдат немецкими, как в самой Италии, так и — в несколько меньшей степени — на Балканах, в результате чего в Южной Европе (вместо Восточного фронта) оказалась пятая часть вермахта, и такое соотношение сохранялось почти до самого конца войны. Таким образом, высадка в Сицилии не столько оттянула силы вермахта с Восточного фронта, сколько лишила его необходимых для продолжения наступления стратегических резервов, проходивших подготовку на территории Франции.

## Итоги Курской битвы

### Завершение коренного перелома в ходе войны
Победа в Сталинградской битве определила переход Красной Армии от обороны к стратегическому наступлению. Зимой — весной 1943 г. Красная Армия развила успех, прорвав блокаду Ленинграда, развернув наступление на Северном Кавказе и в верховьях Дона. Однако немцам удалось провести успешный контрудар и вновь овладеть Харьковом в марте 1943 года. После Курской битвы стратегическая инициатива прочно перешла в руки советского командования. Была освобождена Левобережная Украина и г. Киев. Данный период войны получил название коренного перелома.

Победа на Курской дуге и последовавшее стратегическое наступление по плану летне-осенней кампании 1943 г. ознаменовали завершение коренного перелома в ходе Великой Отечественной войны форсированием Днепра и, как следствие, во Второй мировой войне.
После окончания сражения на Курской дуге германское командование утратило возможность проводить стратегические наступательные операции. Локальные массированные наступления, такие как «Вахта на Рейне» (1944) или операция на Балатоне (1945), также успеха не имели.
Жуков Г. К. отмечал:

 «Раздраженный неудачами и чрезвычайно большими потерями, Гитлер, как он всегда поступал в подобных случаях, всю вину за провал наступательной операции „Цитадель“ переложил на головы своих фельдмаршалов и генералов. Он снимал их с должностей, заменяя, по его мнению, более способными. Гитлер не понимал, что провал крупной стратегической операции зависит не только от командующих, а определяется главным образом большой суммой военно-стратегических, политических, моральных и материальных факторов.» 

### Мнение союзников СССР по антигитлеровской коалиции
Комитет начальников штабов США в августе 1943 года подготовил аналитический документ, в котором дал оценку роли СССР в войне.
«Россия занимает во второй мировой войне доминирующее положение, — отмечалось в докладе, — и является решающим фактором в предстоящем поражении стран оси в Европе. В то время, как в Сицилии войскам Великобритании и Соединённых Штатов противостоят две немецкие дивизии, русский фронт приковывает примерно 200 немецких дивизий. Когда союзники откроют второй фронт на континенте, то он, безусловно, будет второстепенным по сравнению с русским фронтом, русский по-прежнему будет играть решающую роль».
Далее сделан вывод, что

 «основные военные действия будут вестись именно в России. Без участия России в войне в Европе разгромить страны оси невозможно, и положение Объединённых наций окажется опасным» 
Президент Рузвельт осознавал опасность дальнейшей отсрочки второго фронта. Он говорил своему сыну накануне Тегеранской конференции:

 «Если дела в России пойдут и дальше так, как сейчас, то возможно, что будущей весной второй фронт и не понадобится!» — Рузвельт Э. Его глазами. — М., 1947. — С. 161.

### Признания немецких генералов
Фельдмаршал Эрих фон Манштейн, разрабатывавший операцию «Цитадель» и проводивший её, впоследствии писал:

Она была последней попыткой сохранить нашу инициативу на Востоке. С её неудачей, равнозначной провалу, инициатива окончательно перешла к советской стороне. Поэтому операция «Цитадель» является решающим, поворотным пунктом в войне на Восточном фронте.— Манштейн Э. Утерянные победы / Пер. с нем. — М., 1957. — С. 423.
По мнению Гудериана, 

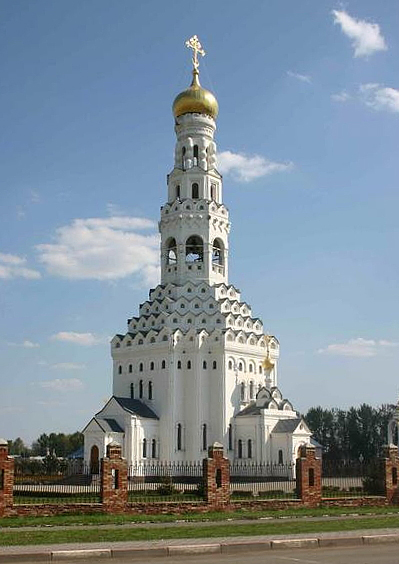
Собор в память о погибших на Прохоровском поле

В результате провала наступления «Цитадель» мы потерпели решительное поражение. Бронетанковые войска, пополненные с таким большим трудом, из-за больших потерь в людях и технике на долгое время были выведены из строя. Их своевременное восстановление для ведения оборонительных действий на Восточном фронте, а также для организации обороны на западе на случай десанта, который союзники грозились высадить следующей весной, было поставлено под вопрос. Само собой разумеется, русские поспешили использовать свой успех. И уже больше на Восточном фронте не было спокойных дней. Инициатива полностью перешла к противнику.
 — Гудериан Г. Воспоминания солдата. — Смоленск: Русич, 1999. — С. 431.
Оценка Альберта Шпеера, рейхсминистра вооружений и военного производства:

Наступление началось 5 июля, но, несмотря на широкое применение новейшей боевой техники, нам так и не удалось срезать Курский выступ и взять в кольцо советские войска. Излишняя самоуверенность в очередной раз подвела Гитлера, и после двух недель ожесточённых боёв он был вынужден признать тщетность своих надежд. Неудачный исход битвы под Курском означал, что отныне Советский Союз завладел стратегической инициативой даже в благоприятное для нас время года. — Шпеер А. Воспоминания / [Пер. с нем. С. Фридлянд; И. Розанова]. — 2-е изд., испр. — М.: Захаров, 2010. — 688 с.

### Срыв дальнейших планов немецкого командования
Операция «Цитадель» была первой из намеченных на лето и осень 1943 г. операций вермахта, дававших возможность выхода в глубокий тыл советских войск и создания угрозы Москве.
22 марта Гитлер отдал приказ о проведении операции «Ястреб», но открывавшиеся перспективы в случае успеха уже через два дня заставляют дать указание ГА «Юг» разработать более крупную операцию под кодовым названием «Пантера».
Успех операций «Цитадель» и «Пантера» должен был стать сигналом к началу немецкого наступления на Ленинград. Первоначально операция получила кодовое название «Беренфанг» («Охота на медведя»). Первый этап назвали «Паркплац-I», второй — «Паркплац- II».
О планировавшейся оккупации Швеции говорит американский историк М. Кейдин:

 «На карту была поставлено значительно больше, чем просто город Курск или продвижение по местности на север, юг и восток, а именно то, что никогда не отразилось бы на схемах и картах,— беспощадная расправа над русскими, и в этом заключалась суть немецкого плана: измотать, перемолоть, рассеять, убить и захватить их… Позднее, если операция „Цитадель“ пойдет так, как рассчитывал Гитлер, последует большое новое наступление на Москву.
Позднее он претворит в жизнь свой совершенно секретный план „Песец“, и германские вооружённые силы молниеносным ударом оккупируют Швецию. Позднее он… усилит войска в Италии, чтобы отбить вторжение союзников и сбросить их в море, ибо он знал, что приближается время этого вторжения. Направит мощные подкрепления на Атлантический вал,— может быть, достаточные, чтобы сломить хребет силам вторжения из Англии… Это было не только судьбой СССР, которая должна была решиться под Курском, но судьбой самой войны»
 — приводится по: Caidin. M. The Tigers Are Burning. New York: Hawthorn, 1974, p. 4, 5, 8.
Победы Красной Армии под Курском и войск антигитлеровской коалиции в Сицилии сделали планы немецкого командования несбыточными.

### Международное значение победы в Курской битве
В результате разгрома значительных сил вермахта на советско-германском фронте создались более выгодные условия для развёртывания действий американо-английских войск в Италии, было положено начало распаду фашистского блока — потерпел крах режим Муссолини, и Италия вышла из войны на стороне Германии. Под влиянием побед Красной Армии возросли масштабы движения сопротивлений в оккупированных немецкими войсками странах, укрепился авторитет СССР как ведущей силы антигитлеровской коалиции.
В Курской битве советские воины проявили мужество, стойкость и массовый героизм. По данным ИВИ ВА Генштаба ВС РФ:

Свыше 100 тыс. человек награждены орденами и медалями, 231 человек удостоен звания Героя Советского Союза, 132 соединения и части получили гвардейское звание, 26 удостоены почётных наименований Орловских, Белгородских, Харьковских и Карачевских.
Верховный главнокомандующий И. В. Сталин, подводя итоги летне-осенней кампании в докладе 6 ноября 1943 г. отметил:

 «…результаты и последствия побед Красной Армии далеко вышли за пределы советско-германского фронта, изменили всё дальнейшее течение мировой войны и приобрели крупное международное значение. Победа Союзных стран над общим врагом приблизилась, а отношения между союзниками, боевое содружество их армий, вопреки ожиданиям врагов, не только не ослабели, а, наоборот, окрепли и упрочились… союзники подвергли и продолжают подвергать основательной бомбардировке важные промышленные центры Германии и тем самым значительно ослабляют военную мощь врага… регулярно снабжают нас разным вооружением и сырьём… можно сказать без преувеличения, что всем этим они значительно облегчили успехи нашей летней кампании» 

### Геополитический успех летне-осенней кампании 1943 года
Победа в Курской битве дала возможность развернуть по плану летне-осенней кампании широкое наступление, освободив при этом значительную территорию.
Г. К. Жуков отмечает:
Битва в районе Курска, Орла и Белгорода является одним из величайших сражений Великой Отечественной войны и Второй мировой войны в целом. Здесь были не только разгромлены отборные и самые мощные группировки немцев, но и безвозвратно подорвана в немецкой армии и народе вера в гитлеровское фашистское руководство и в способность Германии противостоять все возрастающему могуществу Советского Союза.

#### «Германия будет разгромлена к осени 1944 года»
Активизировались усилия антигитлеровской коалиции, в материалах первой Квебекской конференции отражено стремлении закончить войну в Европе к осени 1944 года:

 …42. Рассмотрение предстоящих операций. Мы дали распоряжение … провести изучение следующих вопросов:
б) изучить (исходя из предположения, что Германия будет разгромлена к осени 1944 года) потенциальные возможности … расширения перевозки грузов в Китай … для использования всей авиации, которая будет иметься в Юго-Восточной Азии и в Китае в 1944—1945 годах. — Доклад Объединённого англо-американского штаба о результатах конференции «Квадрант»
Достичь успехов на основных театрах войны предполагается:

… 2. Совместно с Россией и другими союзниками в возможно короткий срок добиться безоговорочной капитуляции стран оси.

…5. После разгрома стран оси в Европе во взаимодействии с другими странами Тихоокеанского бассейна и, если это будет возможно, с Россией направить все ресурсы Соединённых Штатов и Великобритании на достижение в возможно короткий срок безоговорочной капитуляции Японии. 

#### Вопрос о разделе Германии
Впоследствии на Тегеранской конференции обсуждался вопрос будущего Германии.
На Четвёртом заседании конференции глав правительств СССР, США и Великобритании отмечалось:

 Сталин. Какие ещё вопросы имеются для обсуждения?

Рузвельт. Вопрос о Германии.

Сталин. Какие предложения имеются по этому поводу?

Рузвельт. Расчленение Германии. [c.93]

Черчилль. Я за расчленение Германии. Но я хотел бы обдумать вопрос относительно расчленения Пруссии. Я за отделение Баварии и других провинций от Германии.

Рузвельт. Чтобы стимулировать нашу дискуссию по этому вопросу, я хотел бы изложить составленный мною лично 2 месяца тому назад план расчленения Германии на пять государств. 
Таким образом Ф. Рузвельт к концу сентября уже имел «план расчленения Германии», фактически спустя месяц после завершения Курской битвы. И. В. Сталин отмечал:
Если битва под Сталинградом предвещала закат немецко-фашистской армии, то битва под Курском поставила её перед катастрофой.

## Потери
Потери сторон в битве остаются неясными. Так, советские историки, в том числе и академик А. М. Самсонов, говорят за 50 дней битвы о более чем 500 тыс. убитых, раненых и пленных, 1500 танков и свыше 3700 самолётов.
Авторский коллектив 12-томного труда «Великая Отечественная война 1941—1945 годов» приводят:

Советские войска потеряли более 863 тыс. человек, в том числе более 254 тыс. безвозвратно, свыше 6 тыс. танков и САУ, почти 5300 орудий и миномётов, 1626 боевых самолётов— ВОВ том 3, глава «Огненная дуга», с. 574
По донесению штаба инженерных войск Воронежского фронта на наших минных полях в период с 05.07.1943 по 20.07.1943 подорвалось 653 танка противника
источник Описывает период с 21.07.1943 по 21.07.1943 г. Сведения. № документа: 2444, Дата создания документа: 21.07.1943 г Архив: ЦАМО, Фонд: 203, Опись: 2843, Дело: 430, Лист начала документа в деле: 13 Авторы документа: ВорФ, подполковник Берлин, майор Вишняков Описывает боевую операцию: Оборонительный период битвы под Курском. 5.7-23.7.43 г.

#### Потери по Кривошееву Г. Ф.
По данным исследований коллектива под руководством кандидата военных наук, генерал-полковника Кривошеева Г. Ф., общие потери в Курской битве составили:
| Наименование операций, сроки их проведения, продолжительность | Боевой состав и численность войск к началу операции | Боевой состав и численность войск к началу операции | Людские потери в операции | Людские потери в операции | Людские потери в операции | Людские потери в операции |
| Наименование операций, сроки их проведения, продолжительность | количество соединений                               | численность                                         | безвозвратные             | санитарные                | всего                     | среднесуточные            |
| ------------------------------------------------------------- | --------------------------------------------------- | --------------------------------------------------- | ------------------------- | ------------------------- | ------------------------- | ------------------------- |
| Курская оборонительная операция, 5.07.-23.07.1943 г.          | Дивизий — 77, корпусов — 9, бригад —14, УР-3        | 1272700                                             | 70330 (5,5 %)             | 107517                    | 177847                    | 9360                      |
| Операция «Кутузов», 12.07.-18.08.1943 г.                      | Дивизий — 82, корпусов — 8, бригад —14, УР-3        | 1287600                                             | 112529 (8,7 %)            | 317361                    | 429890                    | 11313                     |
| Операция «Румянцев», 3.08.-23.08.1943 г.                      | Дивизий — 50, корпусов — 11, бригад — 5             | 1144000                                             | 71611 (6,20 %)            | 183955                    | 255566                    | 12170                     |
| Курская битва, 5.07.-23.08.1943 г., 50 суток                  | Дивизий — 132, корпусов — 19, бригад — 19, УР-3     | 2431600                                             | 254470                    | 608833                    | 863303                    | 32843                     |

Также приводим выдержки из Таблицы № 82 «Потери боевой техники и вооружения по периодам войны и стратегическим операциям»:
| Наименование операций, сроки их проведения, продолжительность                  | Стрелковое оружие (тыс. шт.) | Стрелковое оружие (тыс. шт.) | Танки и САУ (шт.) | Танки и САУ (шт.) | Орудия и миномёты (шт.) | Орудия и миномёты (шт.) | Боевые самолёты (шт.) | Боевые самолёты (шт.) |
| Наименование операций, сроки их проведения, продолжительность                  | в операции                   | среднесуточно                | в операции        | среднесуточно     | в операции              | среднесуточно           | в операции            | среднесуточно         |
| ------------------------------------------------------------------------------ | ---------------------------- | ---------------------------- | ----------------- | ----------------- | ----------------------- | ----------------------- | --------------------- | --------------------- |
| Курская оборонительная операция, 5.07.—23.07.1943 г., 19 суток                 | 70,8                         | 3,7                          | 1614              | 85                | 3929                    | 207                     | 459                   | 24                    |
| Орловская наступательная операция, 12.07.—18.08.1943 г., 38 суток              | 60,5                         | 1,6                          | 2586              | 68                | 892                     | 23                      | 1014                  | 27                    |
| Белгородско-Харьковская наступательная операция, 3.08.—23.08.1943 г., 21 сутки | 21,7                         | 1                            | 1864              | 89                | 423                     | 20                      | 153                   | 7                     |
| Курская битва, 5.07.—23.08.1943 г., 50 суток                                   | 153                          |                              | 6064              |                   | 5244                    |                         | 1626                  |                       |

#### Потери по немецким десятидневкам
В частности на основании 10-дневных донесений о собственных потерях немцы потеряли:
| За период 01—10.7.43 | убито | ранено | пленные/проп. без вести | общие потери |
| -------------------- | ----- | ------ | ----------------------- | ------------ |
| 4 TA                 | 1577  | 8214   | 186                     | 9977         |
| Gr. Kempf            | 1370  | 7697   | 561                     | 9628         |
| 9A                   | 3511  | 15923  | 755                     | 20189        |
| всего:               | 6458  | 31834  | 1502                    | 39794        |

| За период 11—20.7.43 | убито | ранено | пленные/проп. без вести | общие потери |
| -------------------- | ----- | ------ | ----------------------- | ------------ |
| 4 TA                 | 1400  | 4081   | 244                     | 5725         |
| Gr. Kempf            | 1280  | 6707   | 154                     | 8141         |
| 9A                   | 1523  | 6061   | 674                     | 8258         |
| всего:               | 4203  | 16849  | 1072                    | 22124        |

| За период 21—31.7.43 | убито | ранено | пленные/проп. без вести | общие потери |
| -------------------- | ----- | ------ | ----------------------- | ------------ |
| 4 TA                 | 910   | 6064   | 475                     | 7449         |
| Gr. Kempf            | 799   | 4128   | 343                     | 5270         |
| 9A                   | 1612  | 6306   | 990                     | 8908         |
| всего:               | 3321  | 16498  | 1808                    | 21627        |

Итого общих потерь войск противника, принимавших участие в наступлении на Курский выступ, за весь период 01-31.7.43.: 83545.
При использовании т. н. «десятидневных донесений» необходимо учитывать, что:
1. Для Красной Армии берутся потери с 5.07.1943 по 23.08.1943 — 49 дней. Для вермахта с 01.07.1943 г по 31.07.1943 — 31 день. При этом с 01.07 по 05.07 боевые действия не велись, то есть за 25 дней активных действий.
2. Для Красной Армии все потери, включая небоевые в резервных армиях. Для вермахта в трёх армиях из семи: потери в 1-й танковой, 2-й танковой, 6-й и 2-й армиях, 4-м и 6-м воздушных флотах не учитываются, при этом о частичности данных не сообщается.

По данным немецкого историка Рюдигера Оверманса, за июль и август 1943 г. немцы потеряли 130 429 человек убитыми. Однако, по советским данным, с 5 июля по 5 сентября 1943 было уничтожено порядка 420 000 гитлеровцев (что в 3,2 раза превышает данные Оверманса) и было взято в плен около 38 600 чел.
Российский историк Игорь Шмелёв привёл в 2001 году следующие данные: за 50 дней боёв вермахт потерял около 1500 танков и штурмовых орудий; Красная армия потеряла более 6000 танков и САУ.
Кроме того, по немецким документам, на всём Восточном фронте Люфтваффе потеряли за июль—август 1943 года 1696 самолётов.
В труде Генштаба говорится:

В ходе наступления с 12 июля по 23 августа было разгромлено 35 дивизий, в том числе 22 пехотные, 11 танковых и 2 моторизованных. Кроме того, все остальные 42 дивизии понесли тяжёлые потери и в значительной степени потеряли свою боеспособность.
В битве под Курском немецкое командование использовало 20 танковых и моторизованных дивизий из общего числа 26 дивизий, имевшихся в то время на советско-германском фронте, причём как указывалось выше, 13 были полностью разгромлены. 
Для определения потерь вермахта в Курской битве представляет интерес таблица, приведённая Манштейном в книге «Утерянные победы». В оригинале графа «Всего» и столбец «% от исходного» отсутствуют — получены путём расчёта, и имеется столбец «Количество соединений противника перед фронтом армии», который здесь не приводится ввиду отсутствия учёта боеспособности, своей фантастичности и направленности исключительно на оправдание последующего отступления. Данные таблицы были представлены по состоянию на 20—21 августа и приводятся в сводке командования группы армий «Юг». Оцениваются потери в дивизиях, а не абсолютные потери в людях, также не показаны потери в 9-й, 2-й танковой армиях, 6-м воздушном флоте, действовавших на северном фасе Курского выступа, 4-м воздушном флоте на южном и 2-й армии на западном. Однако можно предположить, что они в процентном соотношении были сопоставимыми (за исключением 2-й армии, где активные действия в рассматриваемый период не велись). В советской историографии датой окончания Курской битвы считается 23 августа, и потери Красной армии приводятся на это число.
| объединения               | ширина фронта | количество дивизий        | боеспособность (в дивизиях) | % от исходного (в оригинале не указан) |
| ------------------------- | ------------- | ------------------------- | --------------------------- | -------------------------------------- |
| 6-я армия                 | 250 км        | 10 пехотных; 1 танковая   | ≈ 3 ¹/3 ≈ ¹/2               | 33 50                                  |
| 1-я танковая армия        | 250 км        | 8 пехотных; 3 танковые;   | ≈ 5 ¹/2 ≈ 1 ¹/4             | 68 41                                  |
| 8-я армия (Gr. Kempf)     | 250 км        | 12 пехотных; 5 танковых;  | ≈ 5 ³/4 ≈ 2 ¹/3             | 48 46                                  |
| 4-я танковая армия        | 270 км        | 8 пехотных; 5 танковых;   | ≈ 3 ¹/3 ≈ 2 ¹/3             | 42 46                                  |
| Группа армий «Юг» в целом | 980 км        | 38 пехотных; 14 танковых; | ≈ 18 ≈ 6 ¹/2                | 47 46                                  |
| Всего                     | 980 км        | 52                        | ≈24,5                       | 47                                     |

## В произведениях искусства
- х/ф «Огненная дуга» (1969) из киноэпопеи «Освобождение»
- Сериал «Крепкая броня» (2018)
- «Битва за Курск» (англ. Battle of Kursk[уточнить]) — немецкая видеохроника Die Deutsche Wochenschau (1943)
- Роман «Впереди — Днепр!» Маркина И. И. (1962)
- Композиция «Panzerkampf» группы Sabaton
- Композиция «Цитадель» группы Order of Victory
- Композиция «Cold Demons» группы «Vader»
- Композиция «Как тогда» Константина Ступина
- Композиция «Огненная дуга» группы «Кипелов»
- Композиция «Курская Битва» группы «Radio Tapok»

## В филателии

Почтовые марки
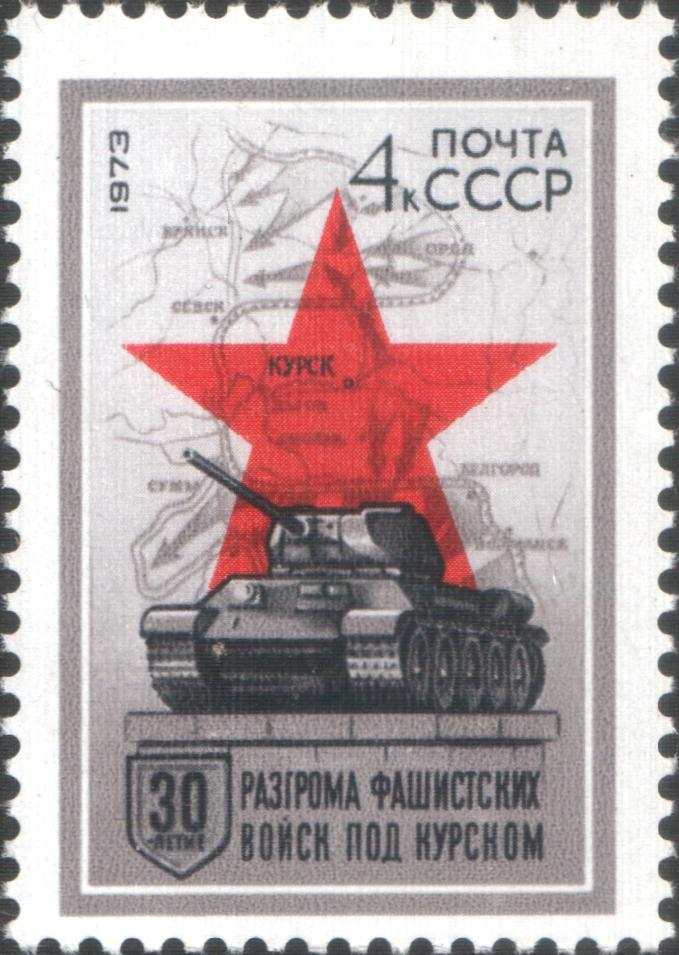
СССР, 1973 год: 30-летие разгрома фашистских войск под Курском
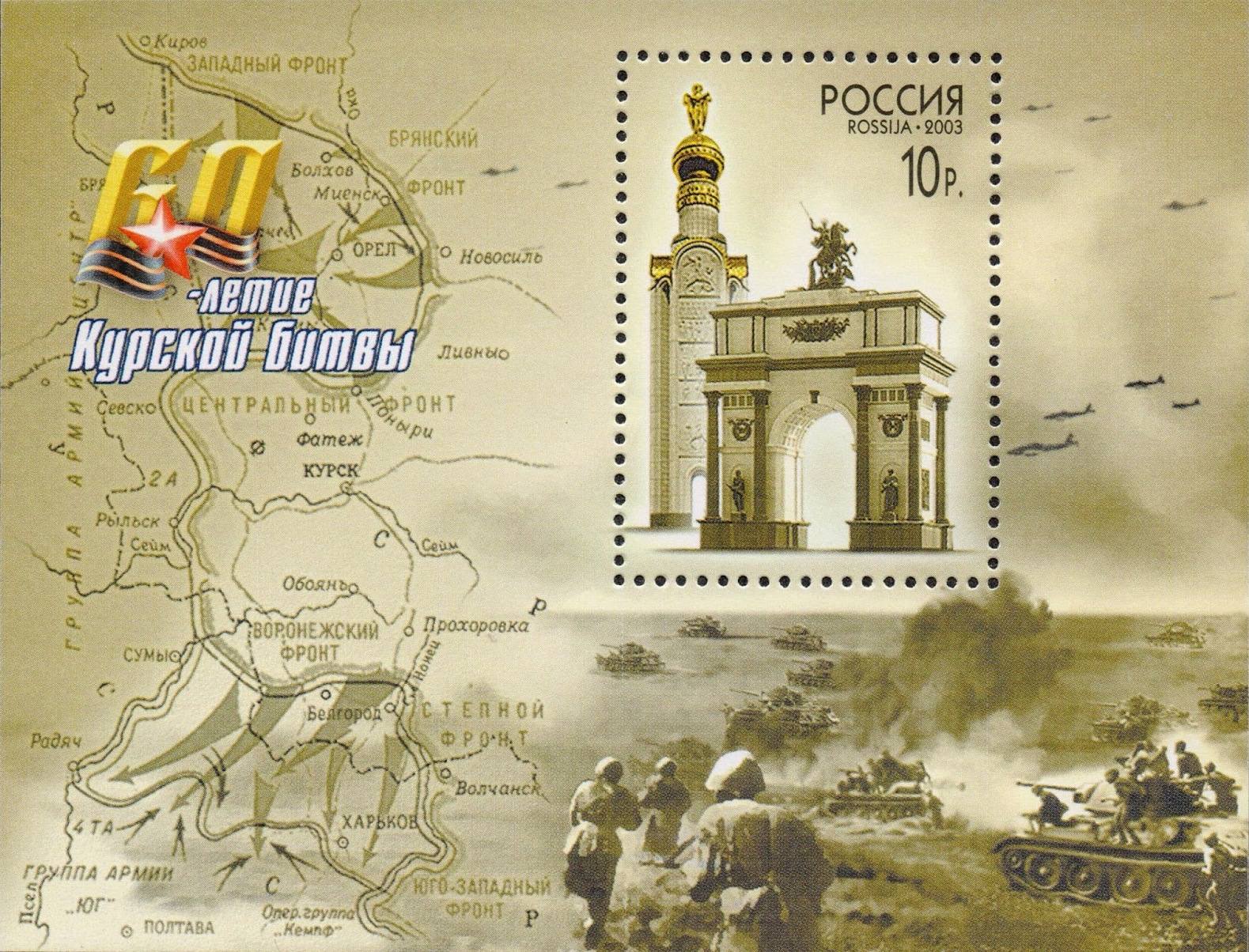
Россия, 2003 год: 60-летие разгрома нацистских войск под Курском
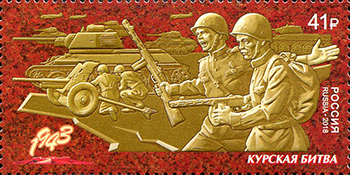
Россия, 2018 год: Барельеф с изображением советских солдат во время Курской битвы  (ЦФА [АО «Марка»] № 2381).